# Storia di Roccaranieri
La storia di Roccaranieri inizia dalle prime tracce di un insediamento sorto in epoca romana nei pressi dell'odierna chiesa di San Giovanni Battista. 

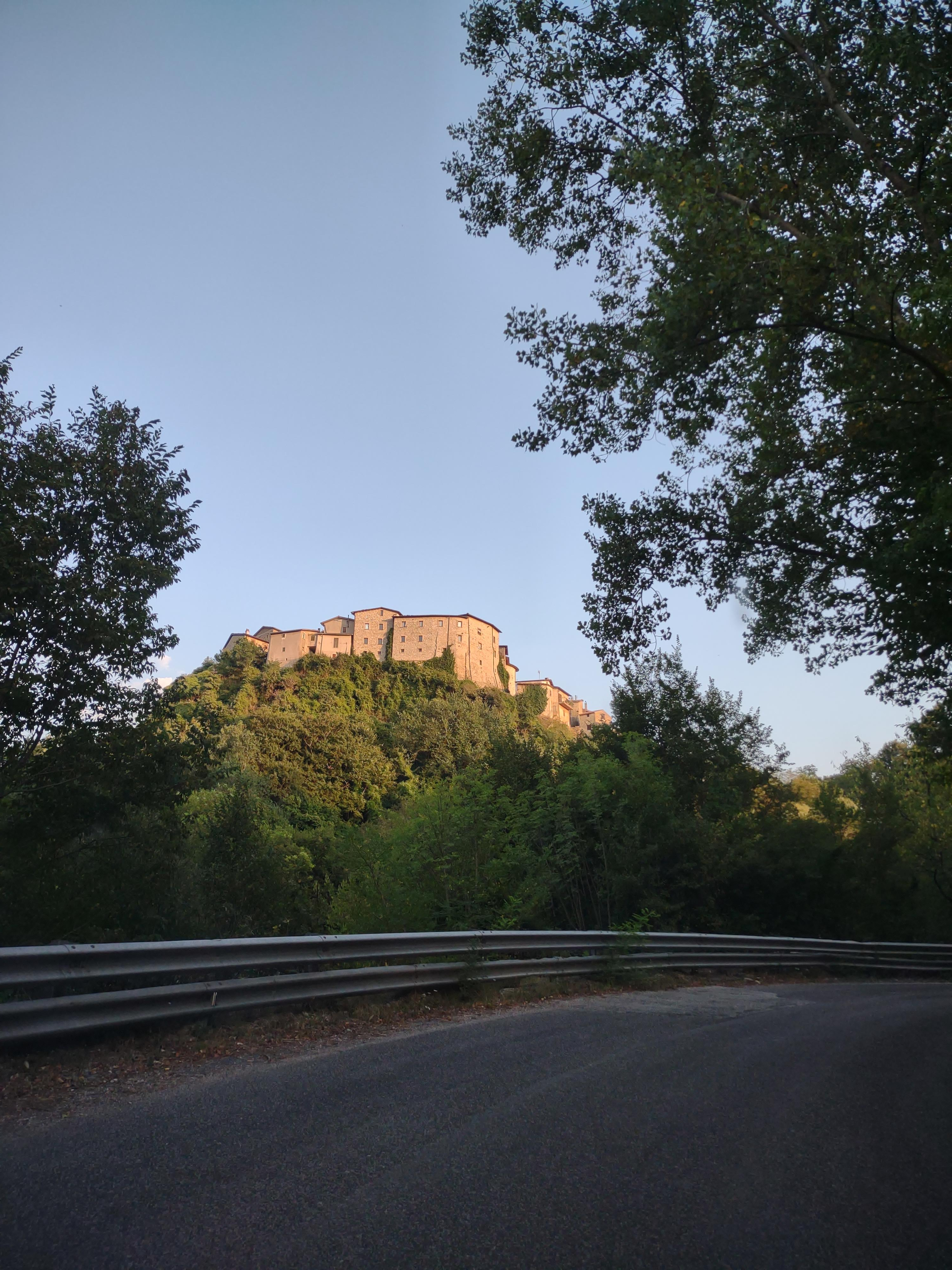
Veduta di Roccaranieri al tramonto dalla SP30a.

Il territorio era noto, nell'alto medioevo, con il toponimo di Massa Pretorii in Plage in territorio reatino. 
Intorno al IX secolo il primitivo insediamento nei pressi della chiesa di San Giovanni andò incontro al fenomeno dell'incastellamento e l'abitato si trasferì sul colle prospiciente in posizione dominante sulla sottostante valle del Salto. 
Solo a partire dal XII secolo il paese assunse lo stato di fortificazione e la denominazione attuale per merito di un Ranieri dei conti di Cunio proveniente dai territori della Romagna. 
Con l'evoluzione delle politiche imperiali ed il venire meno degli interessi dei nobili romagnoli nel territorio reatino, nel XIV secolo i destini di Roccaranieri vennero definitivamente legati a quelli della potente abbazia di San Salvatore Maggiore. Il paese condivise il destino degli altri castelli della Signoria di San Salvatore, per secoli sul confine tra lo Stato Pontificio ed i regni meridionali, fino al XIX secolo quando le armate napoleoniche portarono un forte turbamento nell'ordinamento della penisola italiana.
L'unità sotto la secolare abbazia di San Salvatore venne infranta dalla successiva annessione dei territori abbaziali al Regno d'Italia. 
La storia del paese seguì da allora in poi, quella del comune di Longone Sabino, cui Roccaranieri venne associata, nel territorio, dal 1927, della neonata provincia di Rieti.

## Età romana

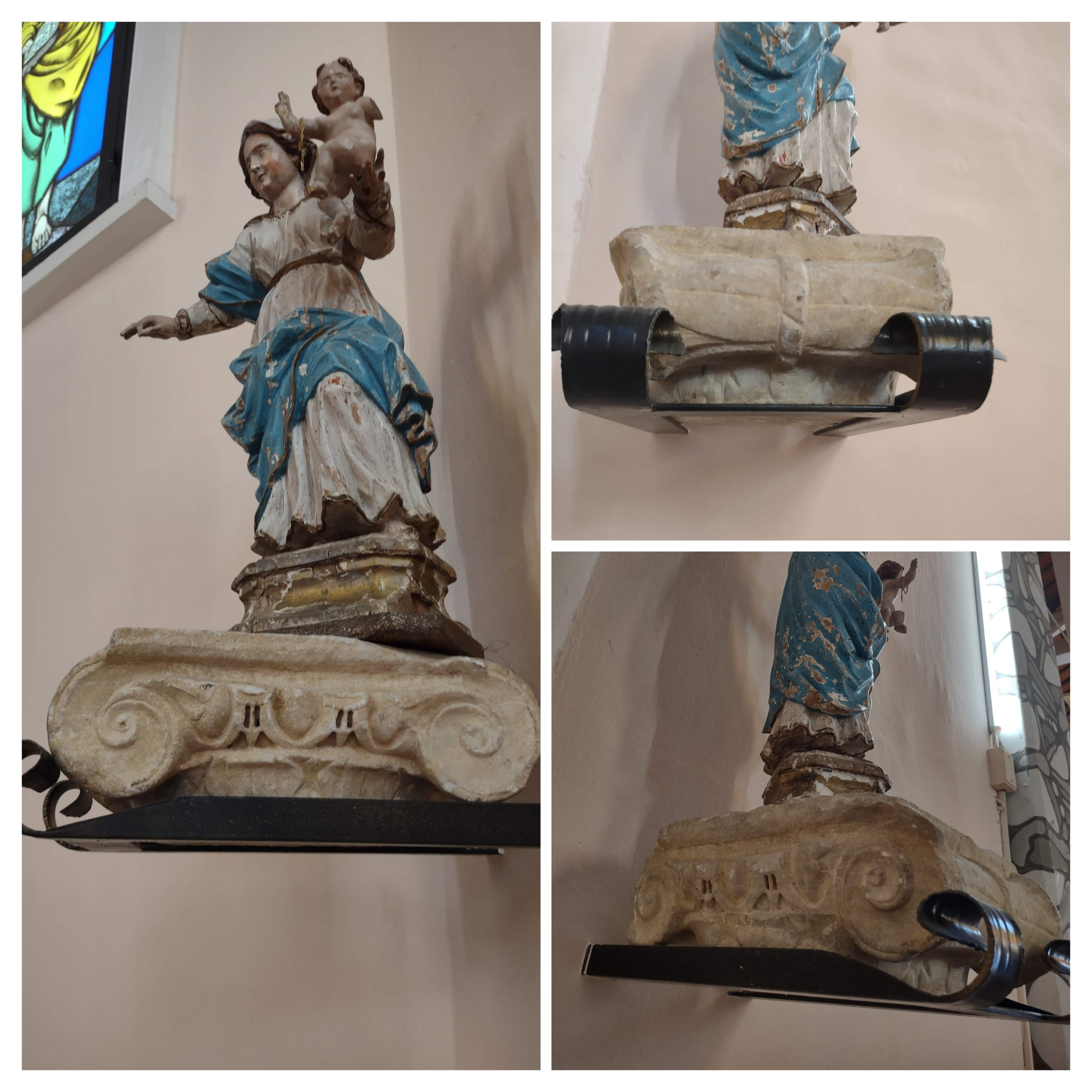
Capitello ionico di età romana conservato nella Chiesa dei Santi Pietro e Paolo di Roccaranieri (RI)

Il territorio di Roccaranieri era già abitato in epoca romana come testimoniano i reperti, probabilmente resti di una villa romana, emersi dagli scavi effettuati negli anni ottanta del secolo scorso per la realizzazione delle opere a supporto della SP30a in prossimità del campo sportivo in località valle San Giovanni. Venne allora messo in luce un muro di sostegno in opus reticolatum sull'alveo del contiguo torrente, detto Fosso della Fonte dei Colli, a monte del ponte lungo la strada che dal paese di Roccaranieri raggiunge il cimitero e l'annessa chiesa di San Giovanni Battista. Venne anche recuperato all'epoca un capitello di colonna ionica oggi conservato nell'abside della chiesa dei Santi Pietro e Paolo a Roccaranieri.
Nel luglio del 1998, sempre nella Valle San Giovanni nei pressi della chiesa di San Giovanni Battista, durante gli scavi per l'ampliamento del cimitero, venne ritrovata una fistula acquaria in piombo recante l'iscrizione: 
(CIL IX, 08676a)
L'iscrizione sulla fistula, del tutto simile a quella di un'altra fistula, conservata a Rieti ed oggi scomparsa, già nota all'Holstenius nel 1649, riportata dal Lanciani nel 1880, dal Mommsen nel 1883 come CIL IX, 06354, non sembrerebbe fornire indicazioni utili circa il proprietario della probabile villa romana di Roccaranieri.
È però possibile indicare in un periodo tra il I secolo a.C e il II secolo d.C. le evidenze romane rinvenute nei pressi della chiesa di San Giovanni a Roccaranieri.

## Alto Medioevo

### Nucleo originale

#### La chiesa di San Giovanni Battista (secc. IV-X)
È probabile che il nucleo primitivo di quel che successivamente sarebbe divenuto l'abitato di Roccaranieri fosse costituito da alcune abitazioni nei pressi della chiesa di San Giovanni Battista di Roccaranieri, edificio sorto proprio sui resti della suddetta villa romana in epoca protocristiana o addirittura originale edificio di epoca romana adibito al culto cristiano dopo l'editto di Costantino nel IV secolo.
Come avvenuto per altri centri in Sabina, nuovi centri abitati si costituivano proprio intorno ad una chiesa isolata o grangia, partendo da un casale annesso alla stessa per il rimessaggio del foraggio e degli attrezzi da lavoro, vi si raccoglievano poi più abitanti formando quelle che, nei documenti altomedioevali, vengono definite, a seconda dei casi, celle, cellulle, plebi, ville o villule.
L'ipotesi è sostenuta dal fatto che le più antiche menzioni nelle fonti documentarie alto medioevali riguardanti il territorio nei dintorni dell'odierno abitato di Roccaranieri indicano proprio la chiesa di San Giovanni Battista come termine fisso.

#### Massa Pretorii in territorio reatino (sec. VIII)
Nel Regesto Farfense, fonte ricca di informazioni per la storia altomedioevale, in un documento del 783 redatto all'epoca del regno di Carlo Magno, re dei Franchi e dei Longobardi, quando Ildeprando era duca di Spoleto e Rimone gastaldo di Rieti, è menzionato il toponimo "Massa Pretorii territori Reatini" (it. Fondo Pretorio nel territorio reatino). In due documenti successivi, del X secolo, conservati nell'Archivio del Capitolo di Rieti, riguardanti indubitabilmente la chiesa di San Giovanni Battista di Roccaranieri, alla chiesa era ancora associato il toponimo Massa Pretorii.

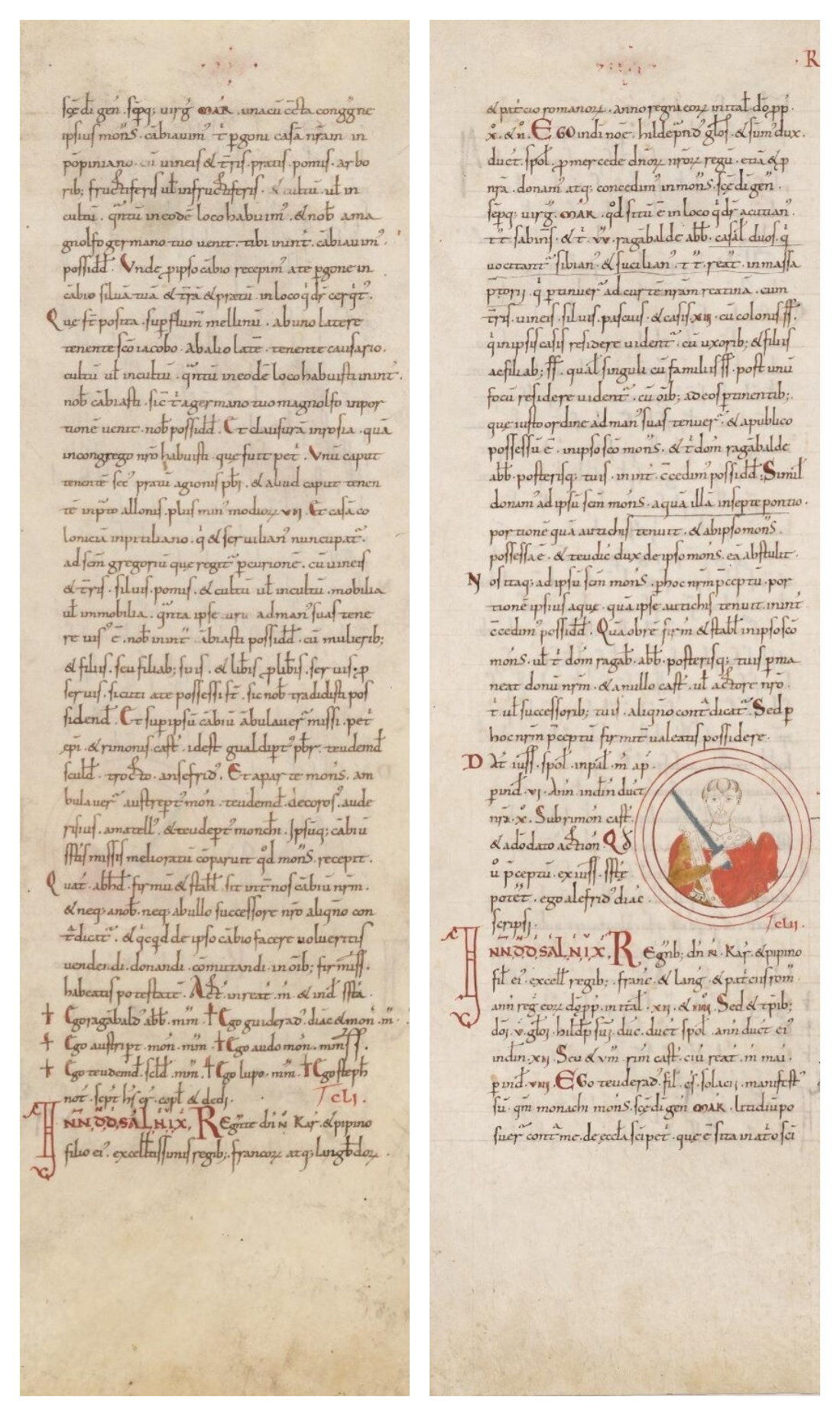
Il documento del 783, trascritto da Gregorio da Catino (1060-1132) nel Regesto Farfense (1076-1125), Codice Vaticano 8487 (foglio 45, verso), ove si trova la prima menzione del territorio di Roccaranieri: massa pretorii in territorio reatino - in alto a destra, sottolineato, tra le settima e l'ottava riga.

È ragionevole ritenere, quindi, che nell'VIII secolo il territorio dell'odierna Roccaranieri fosse indicato come "Massa Pretorii territori reatini" (it. Fondo Pretorio nel territorio reatino) e che il documento del 783 sia la prima menzione documentale del territorio dell'odierna Roccaranieri.
Ego in Dei nomine Hildeprandus gloriosus et summus dux ducatus Spoletani, pro mercede dom[i]norum nostrorum regum, etiam et pro nostra, donamus atque concedimus in monasterio sanctae dei genitricis semperque virginis mariae quod situm est in loco qui nominatur Acutianus, territorii sabinensis et tibi viro venerabili Ragambalde abbas casales duos qui vocitatur Sibianus et Sucilianus, territori Reatini in Massa Praetorii qui pertinerunt ad curtem nostram Reatinam cum terris, vineis, silvis, pascuils et casis XII cum colonis suis qui in ipsis casis residere videntur, cum uxoribus et filiis ac filiabus suis, qualiter singuli cum familiis suis post unum focum residere cum omnibus ad eos pertinetibus quae iusto ordine ad manus suas tenuerunt et a publico possessum est, in ipso sancto monasterio, et tibi, dom[i]ne Ragambalde abbas , posterisque tuis, in integrum concedimus possidendum. [....]
Io, Ildeprando, glorioso e supremo duca del ducato di Spoleto, per merito dei nostri signori re e anche per il mio, dono e concedo al monastero della Santa Madre di Dio sempre vergine Maria, situato nel luogo che si chiama Acuziano, nel territorio sabino, e a te, venerabile signor abate Ragambaldo, due casali chiamati Sibiano e Suciliano, nel territorio Reatino nella Massa Praetorii, che appartenevano alla nostra corte Reatina, con le terre, vigneti, boschi, pascoli e dodici case con i loro coloni che sembrano risiedere in questi case, con le loro mogli e figli e figlie, in modo che ognuno con le loro famiglie risieda dietro un unico focolare con tutte le cose che appartengono a loro che hanno tenuto in mano con ordine giusto e che sono state possedute pubblicamente, in questo santo monastero, e a te, signor abate Ragambaldo, e ai tuoi successori, lo concediamo per intero da possedere [...].
(Gregorio da Catino, Regesto Farfense - An.783, R.137, Vol.II,  pag.116)

#### Pretorio in Plage in territorio reatino (sec. X)
Due documenti dell'Archivio Capitolare di Rieti, del 948 e del 982, permettono di affermare, con sufficiente certezza, che il luogo ove sorgeva la chiesa di San Giovanni, fosse noto, nell'alto medioevo, come "Pretorio nel territorio reatino", ovvero nel territorio del gastaldato di Rieti, originariamente facente parte della diocesi reatina, più precisamente nel luogo detto le Plage ovvero nella zona dell'interfiume Salto-Turano. Il toponimo richiama da vicino il Massa Pretorii del documento del 783.
Il documento del 948 è la prima menzione documentale della chiesa di San Giovanni di Roccaranieri.

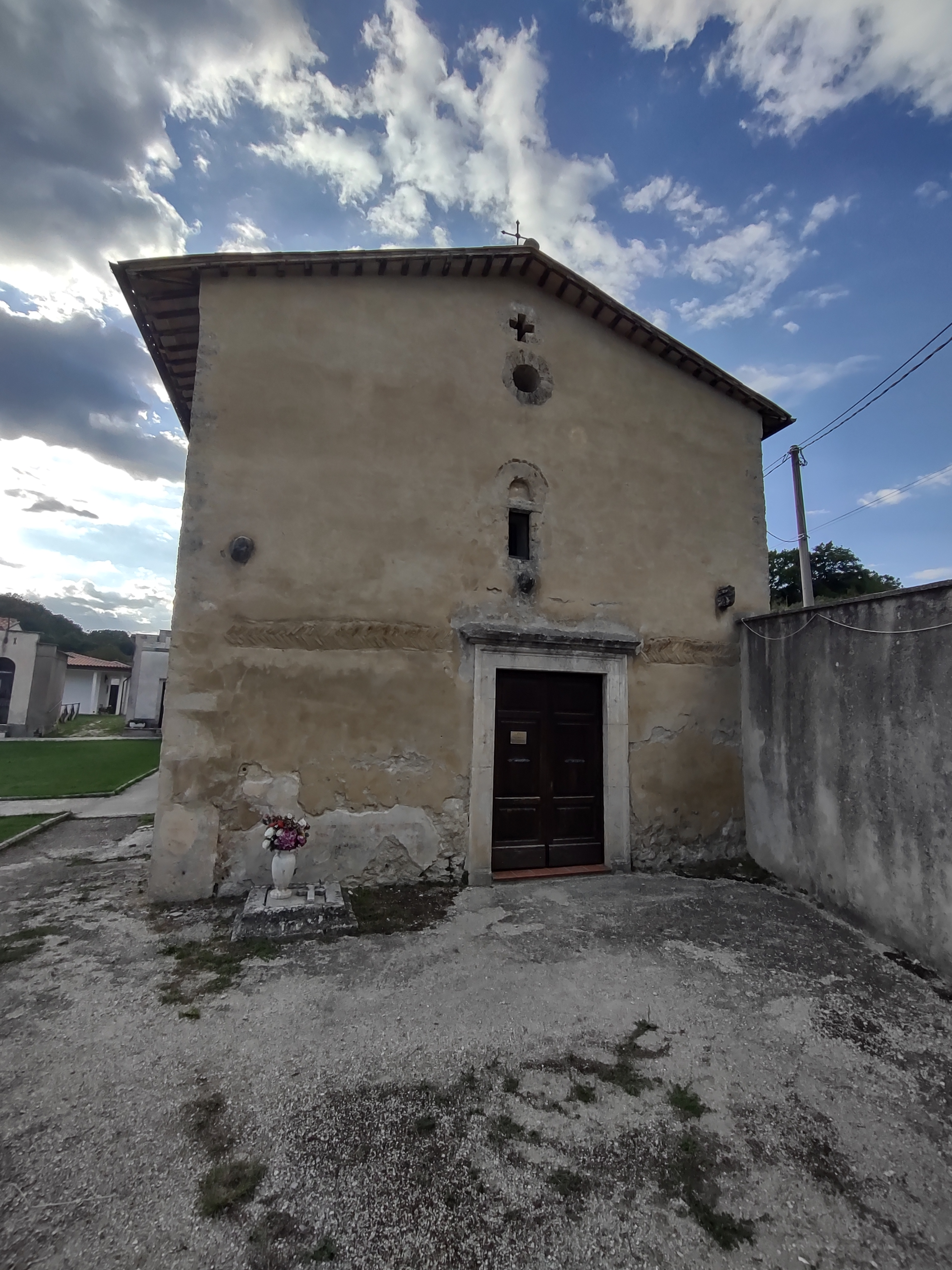
Chiesa di San Giovanni Battista a Roccaranieri.

Il documento è un atto ove un tale Aldus quondam Takeprandi de Civitate Reatina (it. Aldo del fu Tachiprando della città di Rieti) concede al vescovo di Rieti Anastasio alcuni suoi beni in territorio falagrinense, ovvero nei dintorni dell'odierna Cittareale, e riceve dal vescovo, a terza generazione, alcune terre in Plage, ovvero nel territorio tra i fiumi Salto e Turano a sud di Rieti, più precisamente:
(ACR IV L 2, A.D.948)
Un altro documento del 982 dell'archivio reatino conferma il toponimo "Pretorio in Plage nel territorio reatino":
(ACR IV K 4, A.D.982)

#### Massa Pretorii nei domini delle abbazie di Farfa e San Salvatore Maggiore
Come visto nei documenti circa la chiesa di San Giovanni Battista, la proprietà dei territori nell'Italia dell'VIII secolo era divisa, come nel resto della penisola, tra i discendenti dei romani e quelli dei longobardi che si andavano via via integrando, situazione che si protrasse fino al X secolo. 

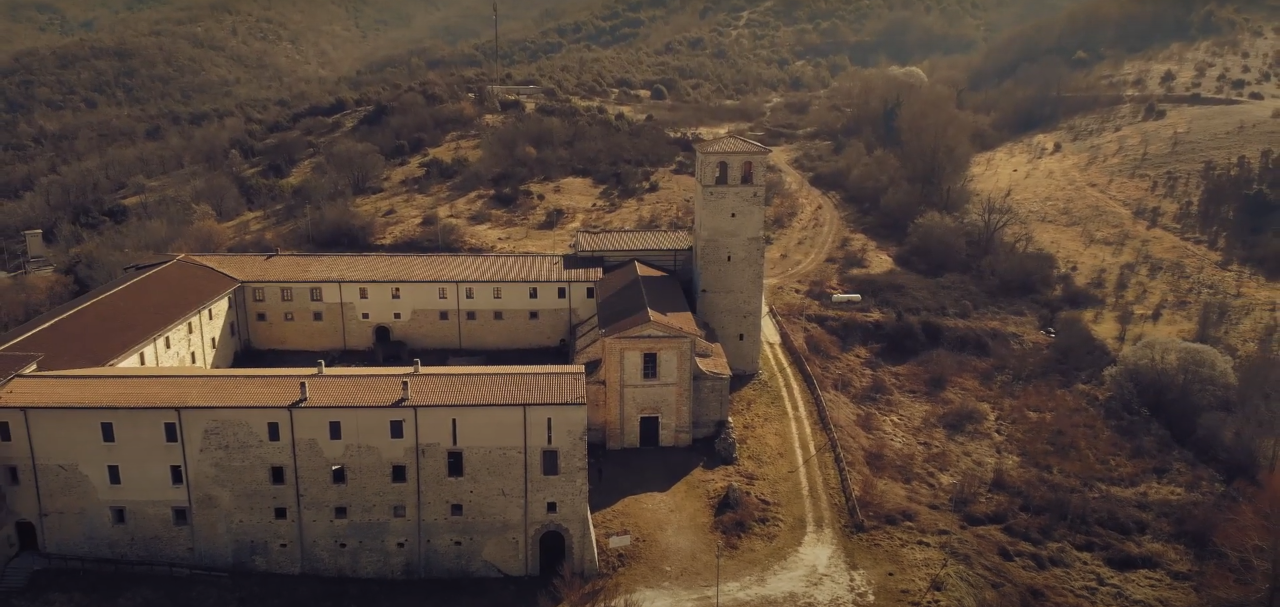
Abbazia di San Salvatore Maggiore, panorama.

Dopo la fondazione, in epoca longobarda sotto il regno di Liutprando, da parte di monaci franchi, delle abbazie di Farfa (720) e di San Salvatore Maggiore (735), alcune delle terre delle Plage tra il Salto ed il Turano, vennero donate dai proprietari alle due comunità monastiche entrando così sotto il controllo delle abbazie che ne registravano le donazioni amministrandole direttamente o affidandole a terzi per periodi più o meno lunghi. Le due abbazie, poi, tendevano a scambiarsi le donazioni per facilitare il controllo e la gestione dei propri territori. I territori delle Plage cominciarono sin dalla fondazione delle abbazie ad entrare sotto il controllo dei monaci benedettini ed il territorio di Roccaranieri non fece eccezione: è quindi probabile che fin dall'VIII secolo e nei tre secoli successivi, anche il territorio della Massa Pretorii entrasse a far parte dei possedimenti sotto il controllo della vicine abbazie di Farfa e di San Salvatore Maggiore.
È bene ricordare che le due abbazie di Farfa e di San Salvatore Maggiore, sotto il dominio longobardo godettero di un particolare status che ne favorì l'espansione e con la conquista dell'Italia da parte dei Franchi, assunsero, sotto Carlo Magno, il titolo di abbazie imperiali, divenendo capisaldi del potere imperiale nel centro Italia. È durante questo periodo, tra l'VII secolo e la prima metà del IX secolo, che la abbazie raggiunsero l'apice della loro potenza garantendo ai territori sotto la loro giurisdizione una relativa tranquillità in un periodo, altrove, di grande incertezza.

### La rocca

#### Primo incastellamento (secc. IX-X)

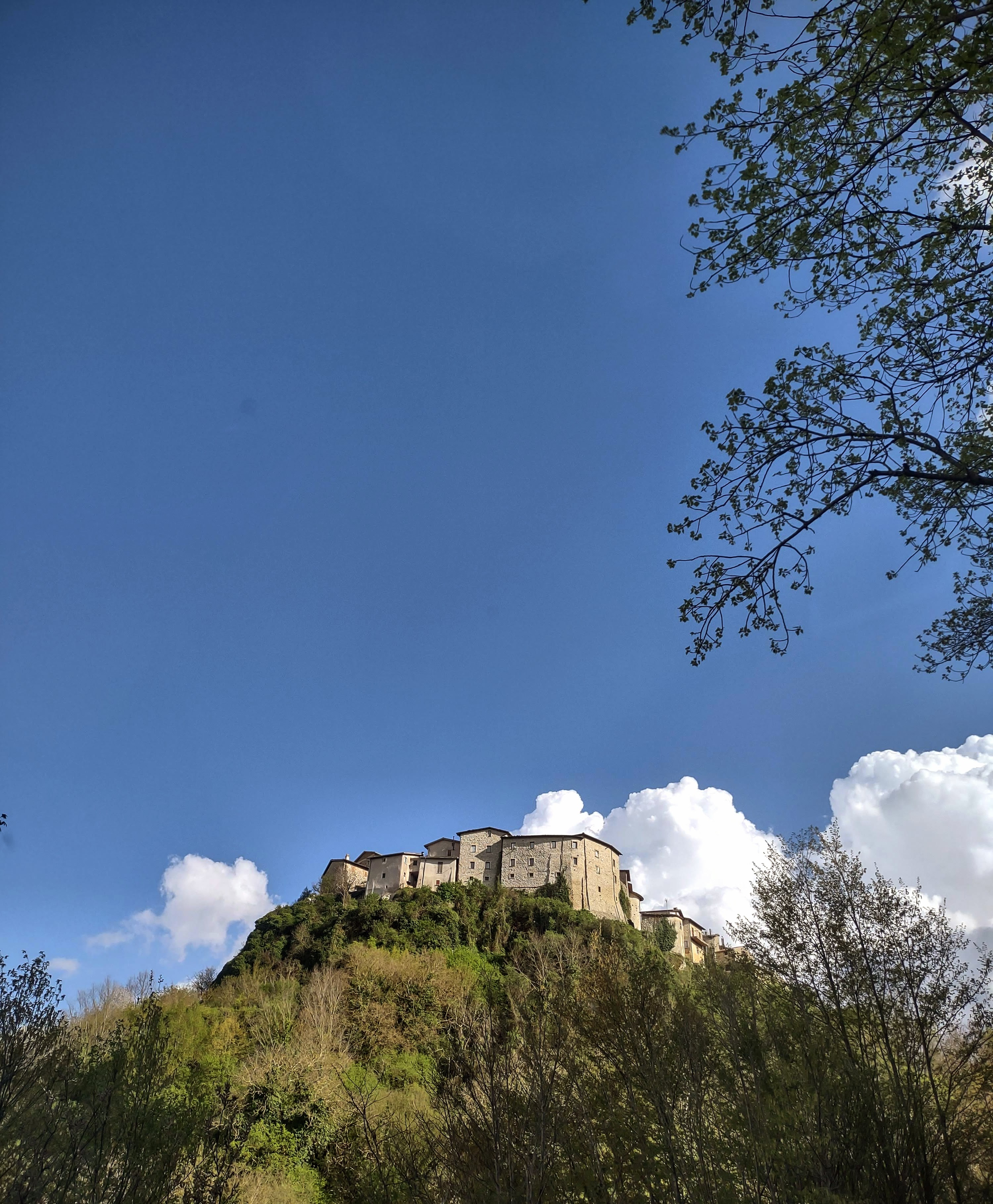
Panorama di Roccaranieri dalla SP30a.

Al finire del IX secolo, la tranquillità dei territori sabini, così come quelli di gran parte della penisola, fu, però, scossa dalle scorrerie dei saraceni che nell'891 incendiarono l'abbazia di San Salvatore Maggiore la cui chiesa fu riconsacrata solo 90 anni più tardi dando un'idea del perdurante pericolo offerto dai mori tra la fine del IX e l'inizio del X secolo. 
Come per molti altri insediamenti dell'Italia centrale anche per Roccaranieri il fenomeno dell'incastellamento potrebbe essersi avviato proprio in concomitanza con le invasioni dei saraceni tra il IX e il X secolo allorché, «dopo un periodo che seguiva un forte decremento demografico, le popolazioni rurali, in crescente aumento, scelsero di lasciare le abitazioni sparse nelle pianure per rifugiarsi in nuove forme insediative accentrate ed adeguatamente difese»: dal nucleo originario nella valle San Giovanni gli abitanti si trasferirono sul colle prospiciente la chiesa di San Giovanni, su una rupe rocciosa alta più di 40 metri dal lato che affaccia sulla valle del Salto.
È però possibile che già ben prima dell'arrivo dei saraceni la popolazione del territorio di Massa Pretorii avesse posto le basi di quel che poi sarebbe diventato il nucleo di Roccaranieri, forse già all'epoca delle guerre gotiche o dell'invasione dei longobardi nel VI secolo, come era avvenuto per altri insediamenti lungo le vie di comunicazione che da Roma si diramavano per la penisola. Le fonti non offrono certezze e nessuna evidenza in proposito, offerta da indagini archeologiche, appare come risolutiva.

## Basso Medioevo

### Arx Rayneria

#### Secondo incastellamento (secc. XII-XIII): contesto storico

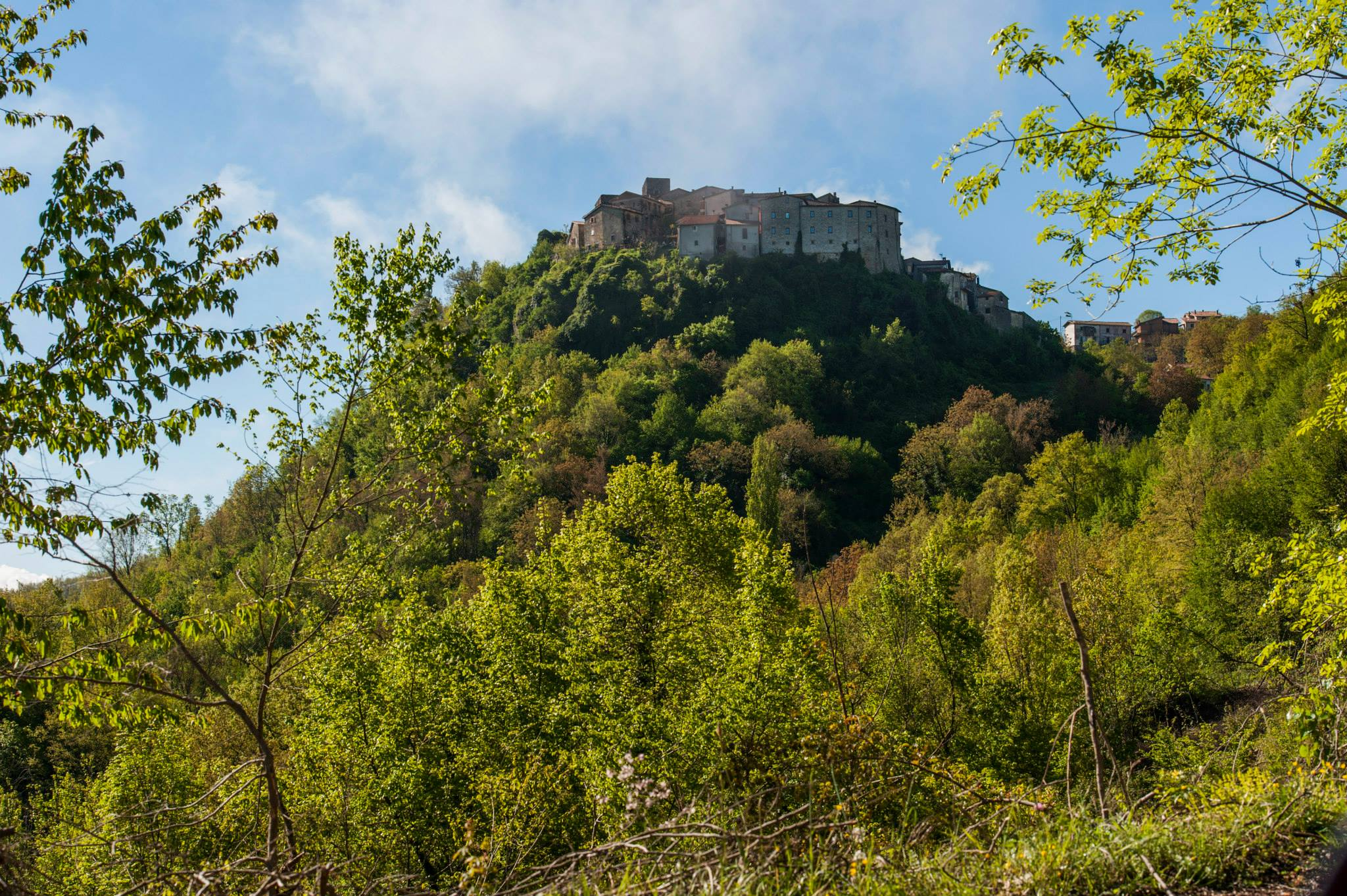
Panorama di Roccaranieri dalla Sp30a in località Le Cese.

Al primo incastellamento seguì probabilmente un secondo incastellamento ovvero un rafforzamento della difese del paese, la definitiva forma di castello e la denominazione attuale, forse a seguito delle invasioni da parte dei normanni all'inizio dell'XI secolo, durante la definizione della linea di confine tra il regno normanno e le terre del ducato di Spoleto contese tra papato e l'impero ai tempi del Barbarossa nel XII secolo o forse all'epoca delle lotte tra Federico II e papa Gregorio IX nel XIII secolo. 
Di questo secondo incastellamento ovvero della fondazione del castello di Roccaranieri non si hanno notizie precise e non si hanno, nelle fonti documentali, citazioni del nome Roccaranieri o Rocca Ranieri ovvero di una Arx Rayneria, Rocca Raynerii, Arx Rainerii, Castrum Arcis Rainerii, prima del XIII secolo anche se è lecito supporre che il castello fosse già esistente prima di allora come rivelano anche indagini condotte sulla struttura delle fortificazioni dei castelli della Sabina. Quel che è certo è che, sin dall'antichità, gli abitanti di Roccaranieri tramandassero, di generazione in generazione, della fondazione del loro castello ad opera di un conte Ranieri di Ravenna.

##### La lapide di Roccaranieri

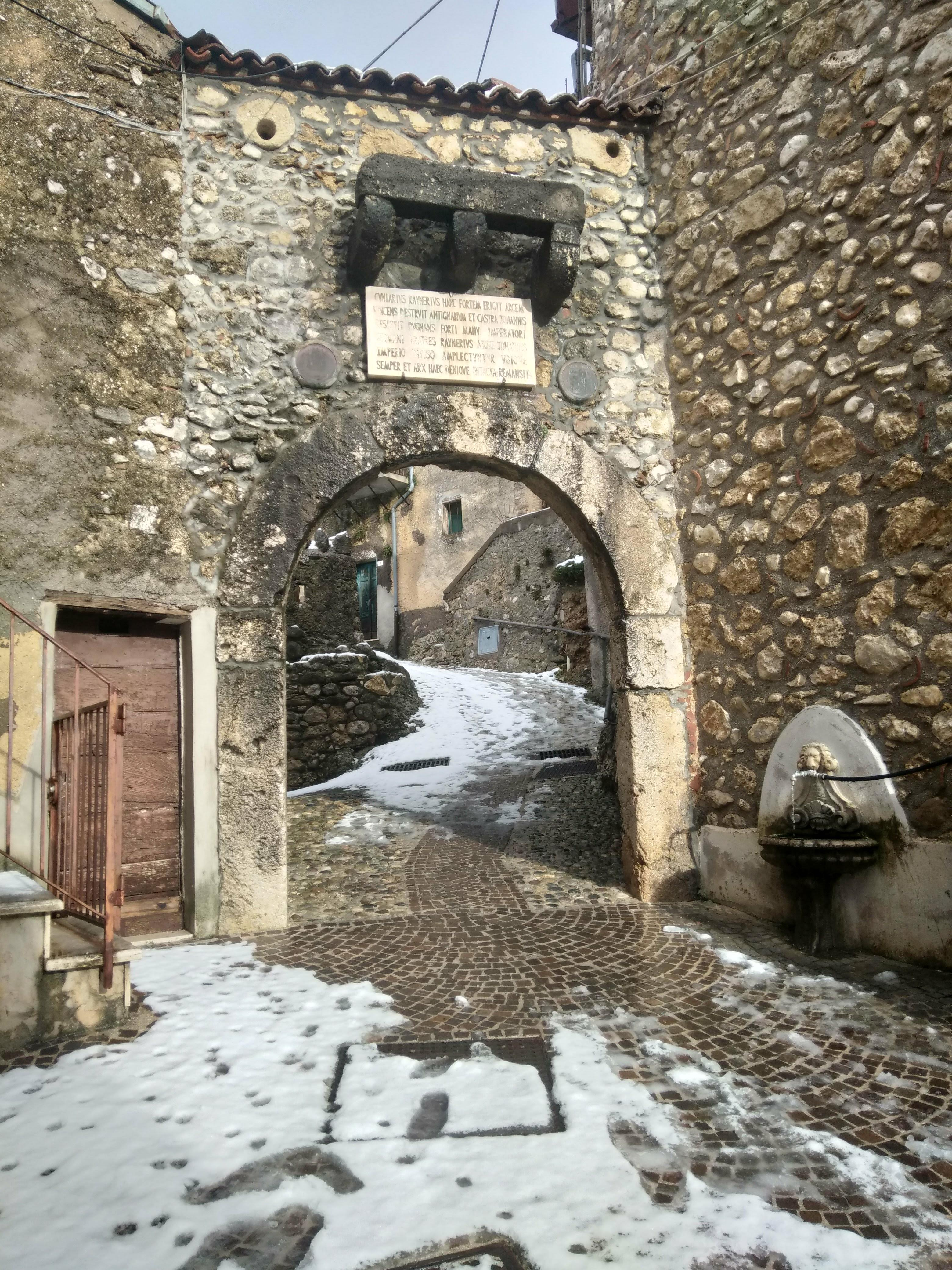
La porta di Roccaranieri con la copia della lapide apposta nel 1997.

L'unica fonte documentale che aiuta a fare un po' di luce sulla fondazione del castello di Roccaranieri è quella proveniente dagli archivi del notaio Giovanni Cesidio da Gavignano, ritrovata a Calvi dell'Umbria sul finire nel secolo scorso e pubblicata per la prima volta da Domenico Benucci nel 1896. È un documento circa una lite sorta tra gli abitanti di Roccaranieri e quelli del vicino paese di Concerviano sul finire del XV secolo:
Gli abitanti di questo castello volevano avere assoluta giurisdizione fino al Rio di Fonte Pasquale che mette nel Salto, mentre quelli di Concerviano affacciavano il diritto di pascolo oltre a questo confine e verso il Rio di Monte Piombarolo. A sostegno dei suoi diritti Rocca Ranieri adduce:
- l'istromento (ndr. l'atto) di incorporazione di Antignano per mano di ser Nizio da Contigliano, «antiquitate fere consumptus» (it. piuttosto consunto dall'età) e di cui l'anno, consunto del tutto, «infertur ab antecedentibus annis quibus alia instrumenta fuerunt stipulata» (it. si intuisce dagli anni nei quali altri atti furono stipulati), e cioè gli anni 1285, 1286 e 1287;
- una vendita di pascolo dal Rio di Fonte Pasquale al Piombarolo fatta dal comune di Rocca Ranieri ad uno di Concerviano;
- la tradizione conservata «ab eorum maioribus et a senioribus in seniores» (it. da quanti più in vista tra loro e di generazione in generazione) che il loro castello fosse edificato  «a comite Raynerio nobilissimo viro de Ravenna» (it.da un conte Ranieri nobilissimo uomo di Ravenna) e da lui appellato. In prova di ciò «ostendunt supra ianuam turris ipsorum vetustissimam tabulam marmoris albi huiusmodi tenoris sex versiculorum, videlicet (it. mostrano una antica lapide di marmo bianco sulla porta della loro torre con sei versi di questo tenore): Cuniarius Raynerius hanc fortem erigit arcem / vincens destruit Antignanum et Castra Iohannis / Resistit pugnans forti manu imperatori / Germani fratres Raynerius atque Iohannes / Imperio diviso amplectuntur ubique / Semper et Arx hec deinde intacta remansit''»

Mancano, aggiunge l'istromento (ndr. l'atto) di Giovanni Cesidio, i documenti per stabilire il tempo di questo avvenimento, ma resta memoria della guerra, nè si nega dalla parte contraria che esiste nel monte contermino di detta Rocca un luogo chiamato ancora «platea imperatoris» (it. piano dell'imperatore).»
(Domenico Benucci, Bollettino della Società Umbra di Storia Patria, Volume II, 1896, p. 114. - Di alcuni atti del notaio Gio: Cesidio da Gavignano -  Sentenza del commissario Lorenzo de' Cerroni - 27 luglio 1486)

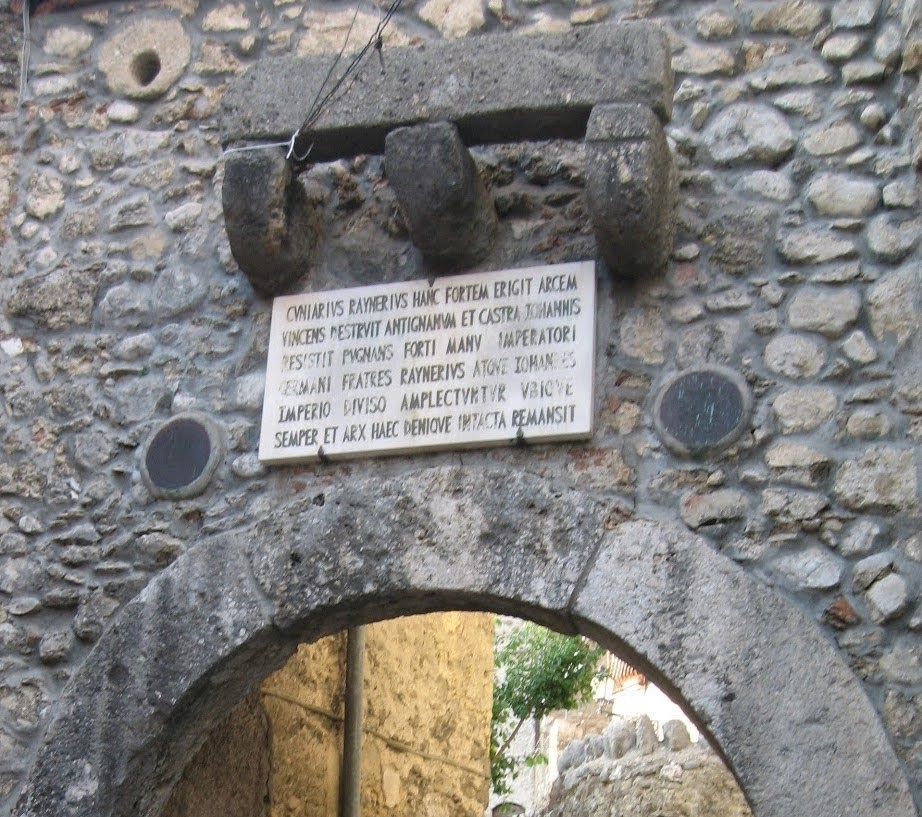
Dettaglio della copia della lapide di Roccaranieri.

Gli abitanti di Roccaranieri, quindi, nel difendere i loro diritti contro quelli di Concerviano, citano, tra le altre cose, una lapide affissa, ancora nel 1486, sulla porta della torre del castello del paese che recitava, in esametri:
(Lapide di Roccaranieri, dagli archivi del notaio Giovanni Cesidio da Gavignano  a Calvi dell'Umbria - traduzione di Paolo Maglioni in Storie Inedite di Castelli Antichi: Roccaranieri, Longone Sabino, Fassinoro, San Silvestro, Rieti, Arti Grafiche Nobili Sud, 1994, pagg. 12-13.)
È dalle informazioni contenute nel testo della lapide di Roccaranieri che gli storici moderni hanno provato a circoscrivere l'origine del paese di Roccaranieri. Dai sei versi della lapide si deduce infatti, in ordine, che:
1. La rocca venne eretta da un Ranieri Cuniario (ovvero originario di Cunio in Romagna, nel territorio di Faenza sotto il controllo di Ravenna) a dire degli abitanti di Rocca Ranieri del XV secolo, un conte di Ravenna che diede al paese il suo nome.
2. Questi combatté e distrusse Antignano ed un altro abitato chiamato Castra Iohannis.
3. Questi combatté per/resistette a un imperatore (a seconda dell'interpretazione del lat. "Resistit....Imperatori").
4. Questi si riappacificò con il fratello Giovanni (forse lo stesso Giovanni che aveva dato il nome all'abitato di Castra Iohannis che Ranieri aveva distrutto precedentemente).
5. Non vi furono più guerre (tra la fondazione e l'affissione della lapide).

Il primo esametro è fondamentale nella ricerca delle origini della rocca, fornendo il nome e la provenienza del fondatore del paese 
Il terzo esametro pone il fondatore del paese in relazione alla figura di un imperatore, identificato il quale sarebbe immediatamente possibile fissare l'epoca e, quindi, più facile chiarire l'orizzonte degli eventi, di carattere più locale, descritti negli altri tre versi.

##### I conti di Cunio in Romagna

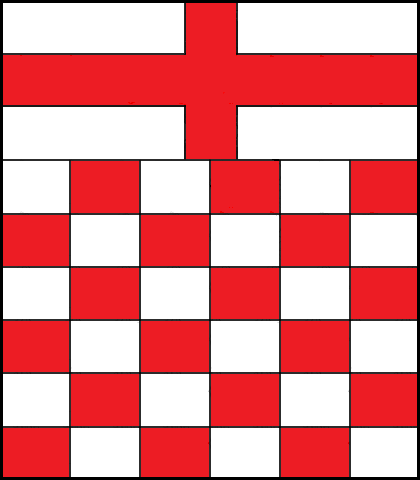
Stemma dei Cunio-da Barbiano.

È fuor di dubbio che Ranieri di Cunio (lat. Cuniarius Rainerius) riportato nella lapide di Roccaranieri citata dal notaio Giovanni Cesidio Da Gavignano, fosse uno dei conti di Cunio, nobili romagnoli provenienti da Cunio (castello scomparso un tempo nel territorio di Faenza oggi nella provincia di Ravenna) noti in ambito ghibellino intorno al XIII secolo tanto che Dante ne scrisse nella Divina Commedia, nel Canto XIV del Purgatorio, includendoli nella cornice degli invidiosi:
(Dante Alighieri, Purgatorio, Canto XIV, 115-117)
I conti di Cunio, erano un importante tassello nel campo svevo all'epoca di Federico II nel XIII secolo e lo erano già dai tempi dell'imperatore Federico Barbarossa nel XII secolo come confermano vicende di ordine patrimoniale per le quali il nome dei conti di Cunio si ritrova, lontano dai loro possedimenti di Romagna, in Sabina e in particolare nel Reatino.

##### I conti di Cunio in Sabina
Nicolò Serafini, figlio di un agiato contadino di Catino in Sabina, a seguito di accurate ricerche storiche negli archivi notarili delle comunità dei paesi sabini di Catino e Poggio Catino, intentò causa contro alcuni nobili romani titolari di possedimenti nelle terre della Sabina. Il Serafini, sulla base di alcuni documenti da lui rinvenuti, infatti, pretendeva di essere riconosciuto come erede degli antichi conti di Cunio, provenienti dalla diocesi di Imola, supponendoli imparentati con le famiglie romane dei Frangipane, dei Colonna e con quella reatina dei Mareri, reclamando dei diritti sui beni dei suoi supposti antenati in virtù, in particolare, di un atto testamentario del 1426 in cui un conte Giorgio di Cunio istituiva un fidecommesso sui suoi beni invocando il quale il Serafini pretendeva la restituzione di tali beni dalle famiglie nobili alle quali, all'epoca dei fatti, era riconosciuta la proprietà dei beni stessi. Fu così che diversi nobili romani tra cui il marchese Alessandro Olgiati e le comunità stesse di Catino e Poggio Catino, per i possedimenti nelle terre di Catino e Poggio Catino e il cardinale Simonetti per i possedimenti in Gavignano furono trascinati in giudizio dal Serafini. La causa, sostenuta dal Serafini con il patrocinio della famiglia sabina dei Cicalotti che per mezzo del Serafini stesso pretendeva di dimostrarsi discendente dall'antica famiglia romana di origine sabina dei Curtabraca, si risolse nel 1762 nella curia di Monte Citorio sotto il giudizio del giudice Cardinale Pirelli il quale si affido alla perizia di due celebri studiosi dell'epoca: l'abate Conti e monsignor Pierluigi Galletti (in seguito abate di Montecassino). A seguito dell'accesso agli archivi sabini e all'esame dei documenti ivi custoditi, indicati dal Serafini, i periti si risolsero a dichiarare tali documenti come falsi o interpolati per cui, con solenne sentenza del giudice Cardinale Pirelli, il Serafini fu dichiarato fraudolento impostore e come tale condannato inoltre, nella stessa perizia del Galletti, venne dichiarato che la presenza in Sabina dei conti di Cunio, come i loro supposti rapporti di parentela con le famiglie locali, fosse una pura invenzione del Serafini. La sentenza ebbe eco negli ambienti della curia romana e successivamente nella cerchia degli storici ed archivisti italiani grazie alla pubblicazione della perizia da parte del Galletti.

La presenza dei conti di Cunio in Sabina venne ignorata dagli storici fino al XVII secolo ed addirittura ricusata come mera fantasia alla fine del XVIII secolo a seguito di una celebre vicenda giudiziaria nella Roma del 1762 passata alla storia come la "causa Serafini-Olgiati" dopo la quale la presenza dei conti di Cunio in Sabina venne considerata, dallo storico abate Pierluigi Galletti, una fantasia legata al disegno criminale di due impostori di nome Serafini. 

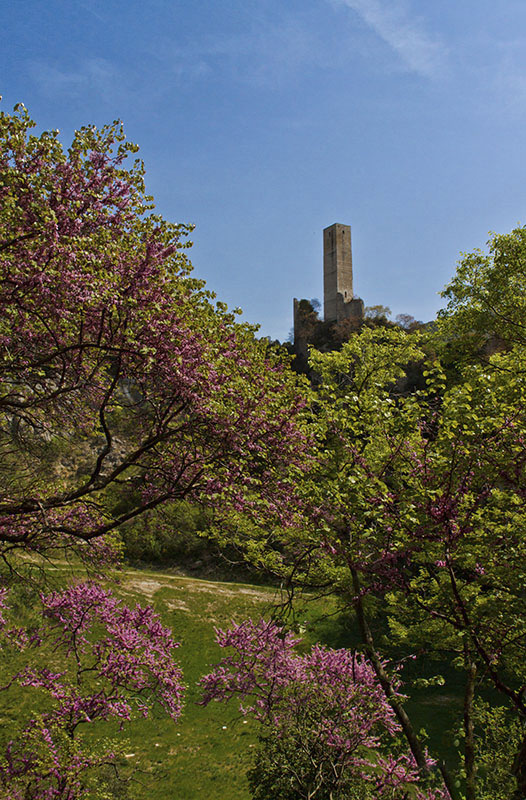
La torre di Catino nelle terre oggetto della disputa tra il Serfini e il marchese Olgiati.

Nel 1790, meno di tre decenni dopo della causa Serafini-Olgiati, Francesco Paolo Sperandio, arciprete della cattedrale di Sabina, diede alle stampe un libro storico celebrativo intitolato Sabina sagra e profana, antica e moderna in cui l'autore raccolse numerosi documenti negli archivi della Sabina, alcuni dei quali, riguardanti i conti di Cunio. Di tali documenti però, in seguito, si persero le tracce. Secondo lo Sperandio, i conti di Cunio sarebbero discesi da imperatori romani o almeno da re longobardo Desiderio. Gli storici ottocenteschi presero in considerazione lo scritto dello Sperandio sperando di trovarvi risorse utili per i loro studi, in particolare circa la storia della penisola tra il IX e l'XI secolo. Non potendo verificare le fonti e temendo che si trattasse degli stessi documenti indicati nelle sue rivendicazioni dal Serafini, quindi già dichiarati falsi o interpolati dal giudizio del Galletti, gli storici smisero ben presto di prestarvi fede quando non presero ad insinuare che lo Sperandio fosse stato particolarmente poco critico o, peggio, colluso con il Serafini.
Ad un secolo dalla pubblicazione dello Sperandio, nel 1896, fu Domenico Benucci, a riproporre all'attenzione degli storici la presenza in Sabina dei conti di Cunio pubblicando il testo della lapide di Roccaranieri che dichiarava la presenza di un conte di Cunio come fondatore di Roccaranieri, in territorio sabino, più precisamente nel reatino. Benucci aveva ritrovato il testo della lapide negli archivi di Calvi dell'Umbria quindi non in uno dei luoghi interessati, più di un secolo prima, dalla ricerche del Serafini. Nonostante ciò il Benucci nel suo scritto, cercando di indagare l'identità del Ranieri fondatore di Roccaranieri, invocò i documenti presentati un secolo prima dallo Sperandio e, forse per questo, i suoi studi non ottennero troppa considerazione da parte dei suoi contemporanei. 
Nel 1912 Ildefonso Schuster, allora monaco benedettino di San Paolo fuori le mura, rinvenne negli archivi dell'abbazia di Farfa, un protocollo notarile del XIV secolo, in cui si prospettava la presenza in Sabina di personaggi che si qualificavano nei documenti come "comites... quondam domini comitis Alberici de citate Faventie" (it. conti... del fu signor conte Alberico della città di Faenza) ma lo Schuster non giunse ad identificarli come i discendenti in Sabina dei conti di Cunio.
Solo le ricerche congiunte da parte di Tersilio Leggio negli archivi di Farfa e di Rieti e di Mauro Banzola negli archivi di Romagna, culminate in una pubblicazione del 1990, hanno permesso di accertare la verità storica circa la presenza in Sabina dei conti di Cunio e i loro rapporti di parentela con le famiglie nobili locali, smentendo di fatto quanto dichiarato dal Galletti al margine della sentenza del 1762.
Le conferme vicendevoli tra le fonti sabine da una parte e quelle romagnole dall'altra, distinte geograficamente ma convergenti nei contenuti e nelle indicazioni cronologiche, hanno permesso di fornire una nuova genealogia per la famiglia comitale di Cunio coerente con le fonti documentali dimostrando, fuor di dubbio, la presenza di membri della famiglia comitale di Cunio in Sabina almeno a partire dall'epoca del Barbarossa nel XII secolo.
Gli storici sono oggi concordi nell'indicare la prima traccia documentale certa della presenza dei conti di Cunio in Sabina in un documento papale, quindi fuori della portata dei Serafini, del 1157, quinto anno del regno del Barbarossa.

##### Avanzata normanna e strategia del Barbarossa (sec. XII)

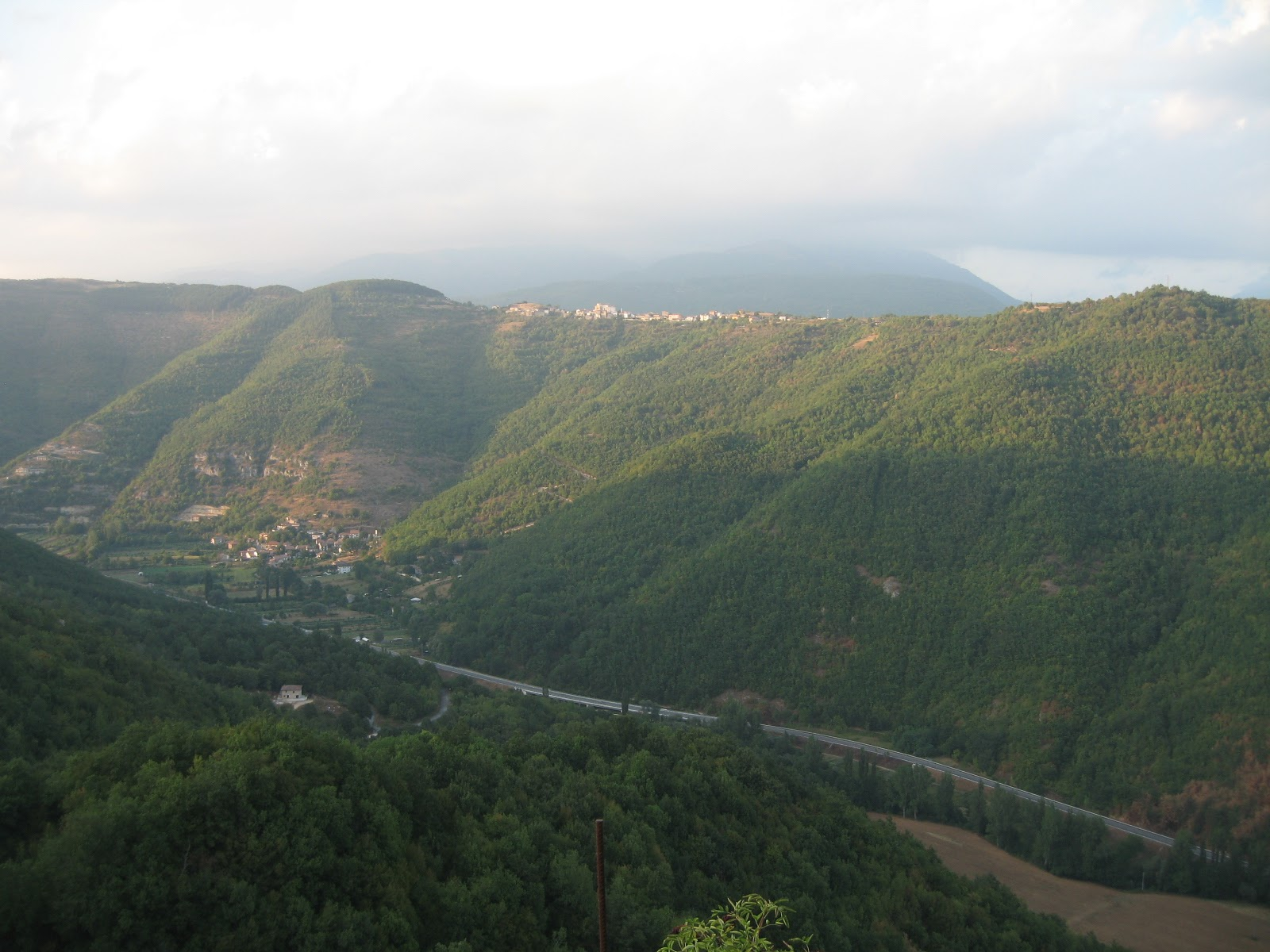
Panorama della Valle del Salto dalla Piazza dei Casarini nel centro di Roccaranieri. Dirimpetto il Castello di Calcariola sorto a difesa del confine settentrionale del regno normanno.

Per quanto la presenza in Sabina dei conti di Cunio prima dell'avvento del Barbarossa sia ancora da indagare, l'ipotesi degli studiosi moderni circa la causa della presenza dei conti di Cunio in Sabina all'epoca del Barbarossa è ormai concorde: l'imperatore Federico I, volle servirsi di nobili a lui fedeli per assicurarsi un appoggio nel suo programma di strategia politico-militare volto a tutelare posizioni di potere e giurisdizioni dell’Impero nella penisola italica. 
«Nel caso della Sabina si trattava di conservare al potere imperiale un’area minacciata dalle rivendicazioni territoriali del Papato mentre nel caso del Reatino si trattava di tenere a bada le mire espansionistiche del vicino regno normanno» in forte espansione all'epoca dell'assedio e della distruzione di Rieti, da parte dei figli di Ruggero II, nel 1149. In entrambi i casi, nel territorio sabino ed in quello reatino, l'imperatore Barbarossa si servì delle due abbazie di Farfa e San Salvatore Maggiore, recuperando all'obbedienza due tradizionali baluardi dell'impero.
«Federico I, nel suo passaggio a Roma del 1155, segnando una nuova fiammata filoimperiale, volle trattare Farfa e San Salvatore Maggiore come sempre gli imperatori avevano trattato le due abbazie: offrendo protezione e domandando in cambio fedeltà». È possibile, dunque, che l'Imperatore si sia rivolto all'abbazia di Farfa e a quella di San Salvatore Maggiore perché concedessero delle terre loro sottoposte a membri di famiglie nobili a lui fedeli, tra cui la numerosa famiglia dei conti di Cunio. Questi sarebbero quindi divenuti feudatari o almeno concessionari delle abbazie con lo scopo di «militarizzare il territorio limitrofo alle abbazie, edificando tutta una serie di castra che dovevano contrastare eventuali incursioni normanne da sud e da est».

##### I conti di Cunio nelle Plage
Accertata la veridicità storica della presenza in Sabina dei conti di Cunio è possibile ricostruire tramite alcuni documenti reatini la loro presenza nel reatino ovvero nelle Plage, cioè nei territori a cavallo dei fiumi Salto e Turano. Questi documenti, utili a ricostruire il contesto della proprietà del territorio delle Plage nel XII secolo, nel più ampio contesto delle politiche per le terre di confine del papato e dell'impero, offrono la chiave di lettura per chiarire la storia del territorio di Massa Pretorii-Roccaranieri nel XII secolo 

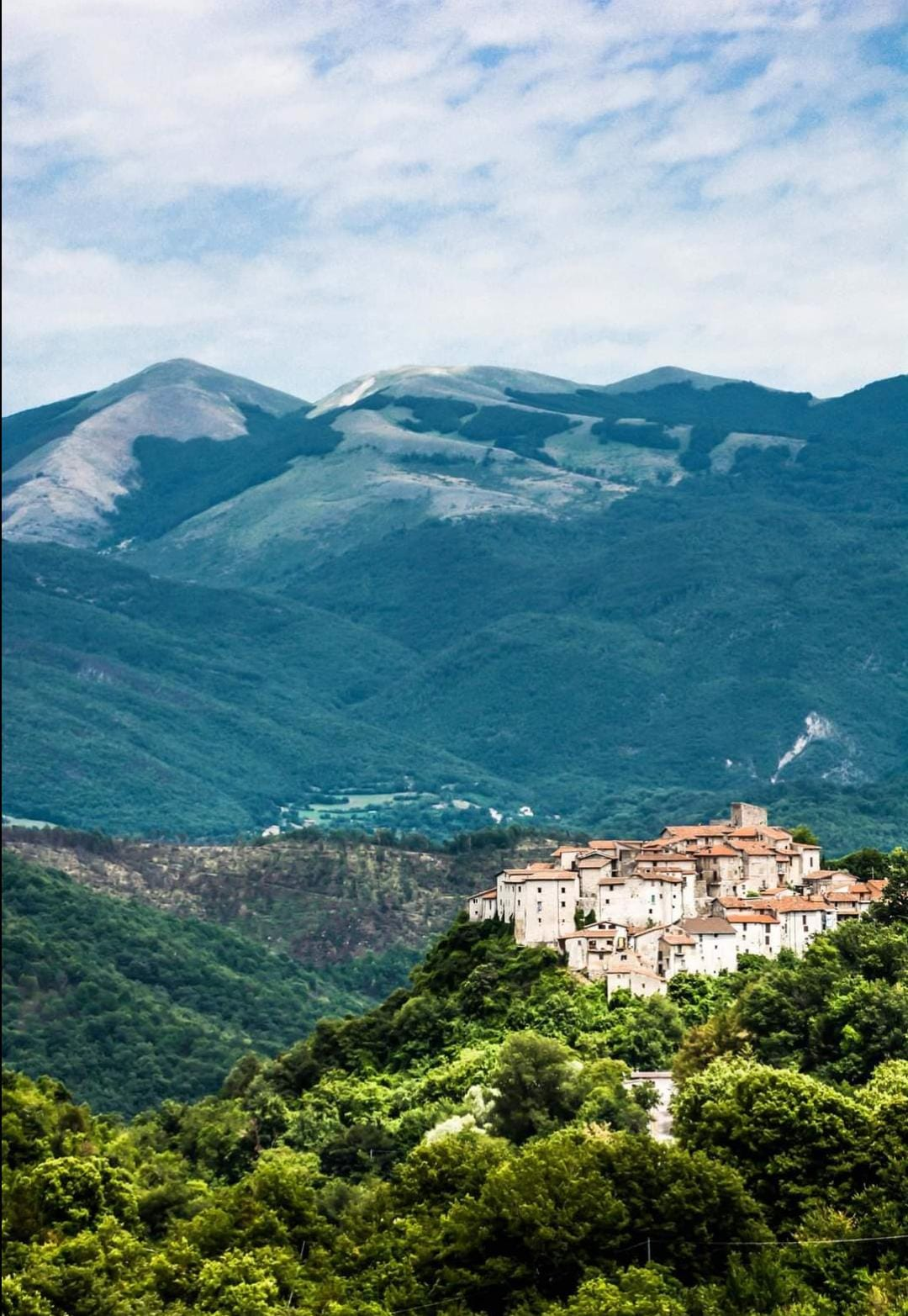
Panorama di Roccaranieri dal Casale Falcetti: la torre del castello del Conte Ranieri domina il paese. Sullo sfondo il Monte Nuria

È il documento riscoperto dallo Schuster a Farfa nel 1912 che permette di affermare che i conti di Cunio fossero titolari nel reatino, ancora nel XIV secolo, di cospicui interessi, in particolare:
- di una proprietà nella città di Rieti in prossimità della chiesa di San Giorgio, presso il fiume Velino
- della tenuta del Castrum Plagiarum[67] (it. Castello delle Plage) nel territorio delle Plage in virtù di un accordo siglato con i monaci di Farfa[68] e di un beneplacito dell'imperatore Federico I entrambi recanti la data del 1157, lo stesso anno in cui è certificata la loro presenza in Sabina[69]. Della tenuta vengono precisati i confini: "[...] da cima i castelli di Magnalardo e Cenciara, da un lato il fiume Velino, dall’altro la chiesa di S. Angelo nel borgo di Rieti e infine il fiume Turano".

Il fatto che il documento circa il Castrum Plagiarum sia di un atto di concordia spinge a pensare che le terre in oggetto fossero in origine state affidate all'abbazia di Farfa e che successivamente fossero state concesse dalla stessa abbazia, probabilmente sotto richiesta imperiale, forse proprio dell'imperatore Barbarossa, tra il 1152, anno dell'elezione ad imperatore, ed il 1157 stesso, ai conti di Cunio. Sorta una qualche disputa tra questi ultimi e l'abbazia di Farfa, la lite venne risolta dall'atto di concordia. 
Riguardo alle Plage esiste negli archivi reatini un ulteriore documento del 15 dicembre 1185, un contratto di enfiteusi tra l'abate di San Salvatore Maggiore Gentile ed i cugini Teodino e Rinaldo (figli dei fratelli Rinaldo e Sinibaldo), per la terra conosciuta con il nome “Plaie”, un tempo amministrata da un certo Uguicio, di San Martino avente i seguenti confini:« [...] dal primo lato il fiume Salto, dal secondo lato il territorio della Chiesa o ciò che tenete in Porcigliano concessovi dalla Chiesa, dal terzo lato il fiume Turano e dal quarto la torre (ndr. forse, meglio, la terra) che fin dai tempi antichi fu “in Pectorina”, [e che] discende fino al fiume Velino e tende verso il Salto». 
Se il territorio oggetto di questo secondo documento, denominato le Plaie, ovvero con lo stesso nome del territorio del primo documento (le Plage), sia lo stesso del primo documento, potrebbe essere avvenuto che il territorio in questione sia passato, nel frattempo, tra il 1157 e il 1185, dai domini di Farfa a quelli di San Salvatore Maggiore. Diversamente potrebbe trattarsi di un’area territoriale con lo stesso nome e adiacente alla precedente e mentre la prima, quella verso Rieti era nella diponibilità di Farfa e concessa ai conti di Cunio, la seconda, quella verso il Salto, era, nel 1185, nella disponibilità di San Salvatore Maggiore e concessa, allora, ai cugini Todino e Rinaldo di cui non si conoscono di sicuro i rapporti con la famiglia comitale di Cunio. 
È bene poi tener conto di un documento del 27 Maggio 1191 in cui papa Celestino IV prende l'abbazia di San Salvatore Maggiore sotto la sua protezione, ricordandone i confini che comprendono il territorio: «[...] tra il Salto e il Turano...dal ruscello di Paganico (ndr. Fosso dell'Obito).... fino al Ponte di Rieti». 
L'ultimo documento lascia intendere che, nel 1191, tutto il territorio tra i fiumi Salto e Turano, dal fosso di Paganico alla chiesa di San Michele Arcangelo a Rieti, fosse finalmente nella sola proprietà dell'abbazia di San Salvatore Maggiore sebbene i conti di Cunio ed altri godessero, come visto, di buona parte del territorio della Plage concesso dalle abbazie in enfiteusi. 

#### Fondazione di Roccaranieri: le ipotesi (secc. XII-XIII)

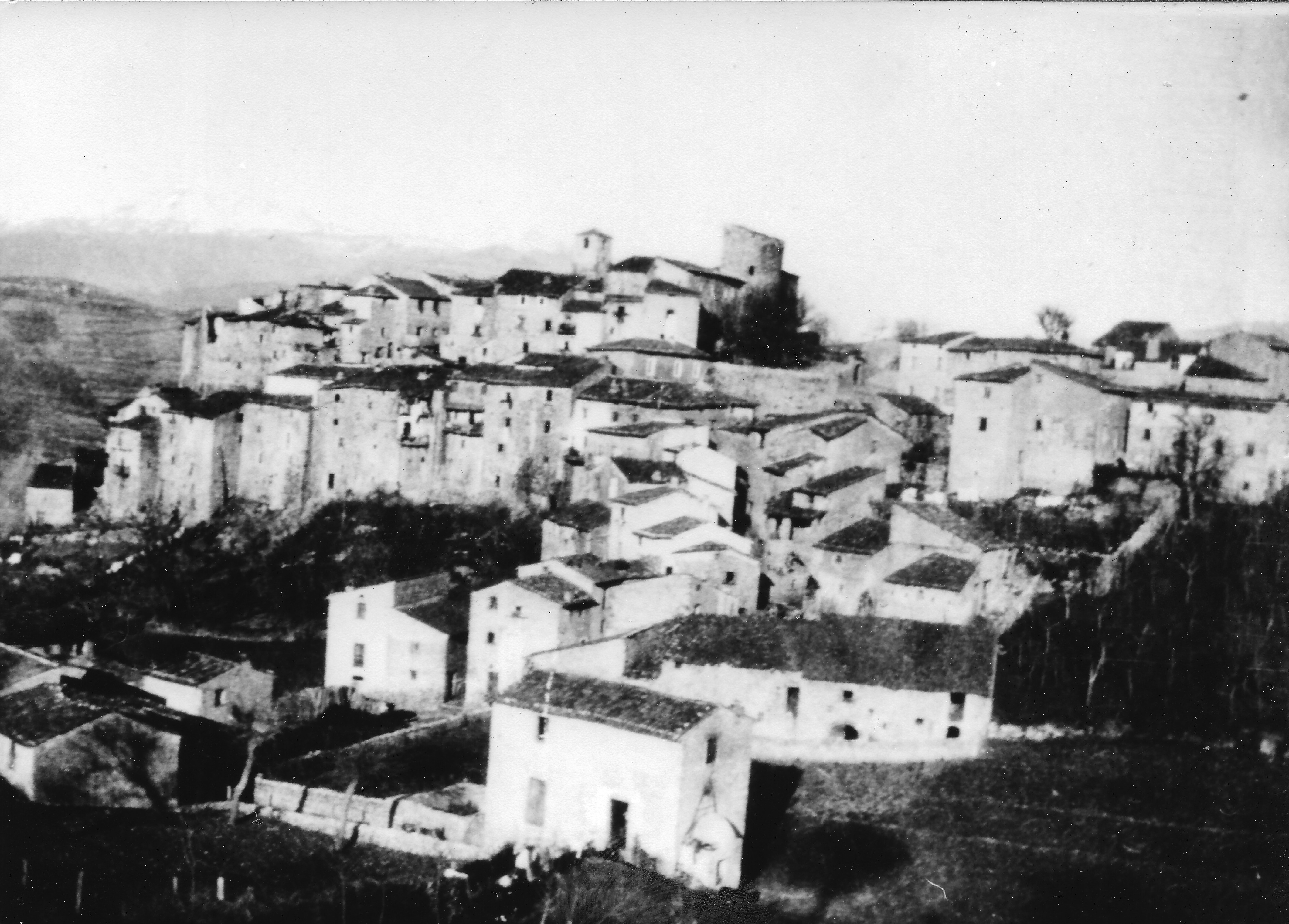
Panorama di Roccaranieri dal Colle delle Prata, rara foto di inizio Novecento: si vede bene l'impianto medioevale del castello ancora intatto con la torre campanaria della chiesa di San Pietro dentro le mura (demolita in seguito al terremoto di Avezzano del 1915).

Dai documenti sopra citati del 1157, 1185 e 1191, sembrerebbe quindi possibile, come il testo della lapide di Roccaranieri già faceva supporre, che anche il territorio di Massa Pretorii-Rocca Ranieri, fosse toccato in feudo o meglio, fosse stato concesso da una delle abbazie imperiali, in enfiteusi, ad un conte Ranieri di Cunio e che questi, come riportato dal vescovo di Rieti nel 1844, provvide ad edificare o a fortificare, a proprie spese e quindi ottenendo il privilegio di dargli il proprio nome, un centro già preesistente, a difesa del confine sulla sottostante valle del Salto. 
Dire però, con certezza, quando sia avvenuta esattamente la fondazione o rifondazione di Roccaranieri, quale tra i molti conti Ranieri di Cunio riportati nei documenti sia il fondatore di Roccaranieri e se il terzo verso della lapide di Roccaranieri alludesse o meno all'imperatore Federico Barbarossa, non è questione di facile soluzione né esistono documenti che siano dirimenti a proposito.
Esistono due teorie che interpretano ciascuna in modo diverso il testo della lapide di Roccaranieri cercando di dare un senso compiuto ai versi:
2) vincens destruit Antignanum et Castra Iohannis|
3) Resistit pugnans forti manu imperatori |
4) Germani fratres Raynerius atque Iohannes |
5) Imperio diviso amplectuntur ubique|

##### Ipotesi Leggio-Banzola: fondazione sotto il regno del Barbarossa (1155-1190)
Tersilio Leggio attribuisce ad un Raynerius/Rainerius Cuniarius la fondazione di Roccaranieri, nel periodo tra il 1159 ed il 1180, all'epoca del vescovo Dodone di Rieti (1137-1181) il quale, durante il suo ministero, dedicò un altare nella chiesa di San Pietro a Roccaranieri che, quindi, doveva già esistere quando il vescovo Dodone era ancora in vita. 

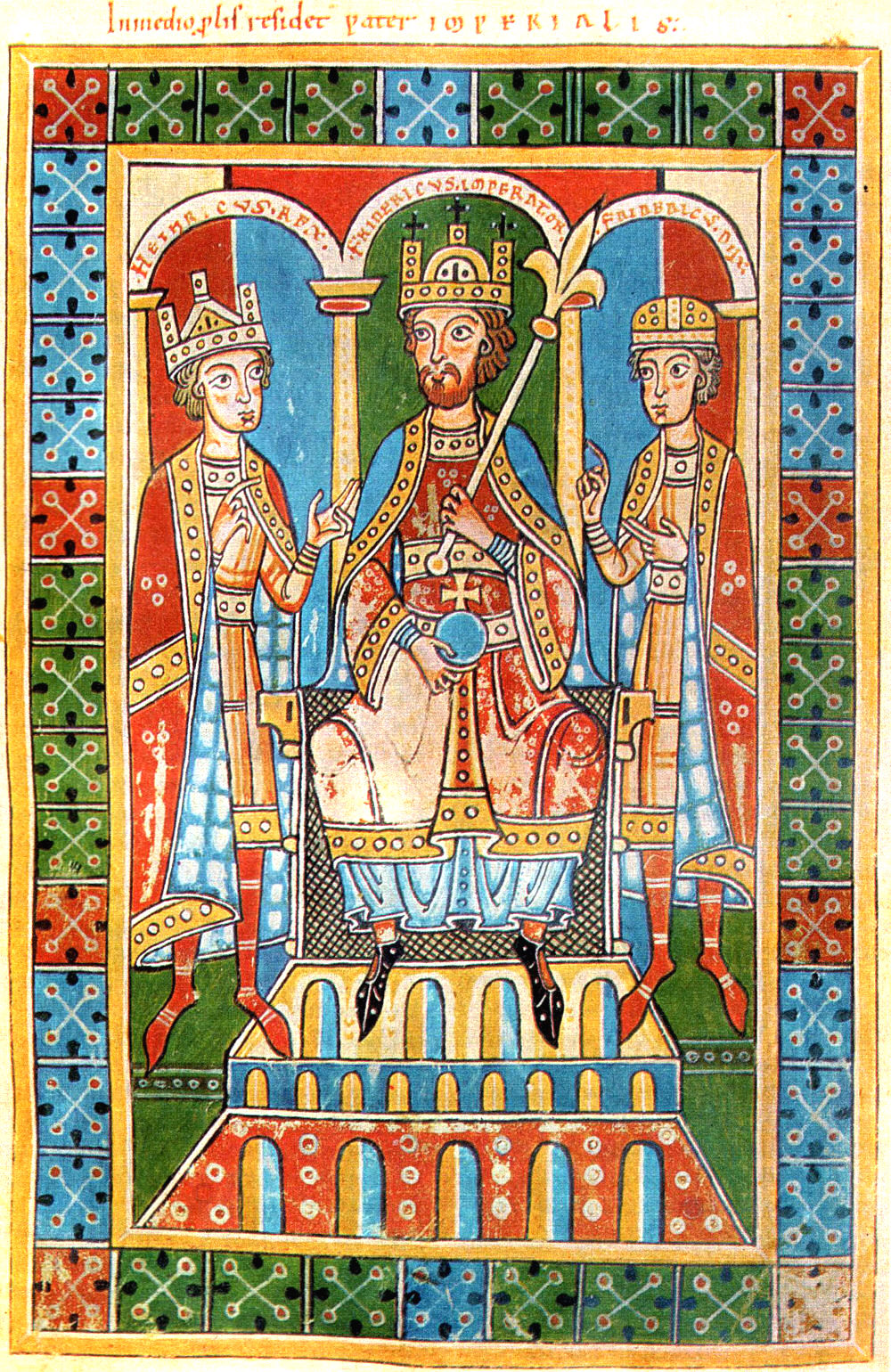
Federico Barbarossa in un codice dell'abbazia di Weingarten (1179-1191).

Per fare luce sull'identità del Rainerius Cuniarius di Roccaranieri, le ricerche di Leggio si affiancano a quelle dello storico romagnolo Mauro Banzola. Secondo Banzola il Rainerius, conte di Cunio, che in una disputa riportata in documento romagnolo del 1185 tra il conte di Königsberg, rappresentante dell'imperatore Enrico IV, figlio del Barbarossa, e i rappresentanti della Chiesa di Imola, si schiera dalla parte dell'imperatore, è il fondatore di Roccaranieri nel territorio Reatino ed è lo stesso Ranieri riportato in una carta ravennate del 1166 concernente una donazione di terre in plebe Barbiani (nei pressi di Barbiano), vel in curte Cunii. Riccardo Pallotti, un altro storico di Romagna, in studi più recenti, così riassume la vicenda:
La suddetta lettera papale del 1157 menziona un conte Ranieri figlio del conte Lamberto presente, con altri tre fratelli, nei territori limitrofi all'abbazia di Farfa. Si tratta con ogni probabilità di due personaggi diversi.
L'ipotesi di Banzola è che il conte Ranieri di Cunio, presumibilmente lo stesso menzionato nel rogito ravennate del 1166, sia entrato in contatto con Federico I l'anno seguente, durante il passaggio del sovrano in Romagna nella primavera del 1167, probabilmente a Imola o a Faenza, oppure presso il castello guidingo di Modigliana. Ranieri, assieme ad altri nobili di Romagna vicini al conte Guido Guerra, potrebbe essersi unito alla spedizione che lo Svevo stava intraprendendo contro il Papato e il regno di Sicilia; una volta giunti in Sabina, questi aristocratici avrebbero ottenuto, per volontà del sovrano, beni e territori collegati, almeno in parte, al patrimonio farfense; in tale contesto il conte Ranieri avrebbe fondato Roccaranieri, una fondazione che rientrava nel programma di militarizzazione del territorio sabino voluto dall'imperatore. Secondo Banzola, il conte Ranieri sarebbe rientrato nei suoi domini della Romagna nord-occidentale vari anni più tardi, a seguito dell'unione matrimoniale di Enrico VI con Costanza d'Altavilla (1185) (ndr.il matrimonio avvenne, per procura, proprio a Rieti), che vide un significativo mutamento dei rapporti tra Impero e regno normanno, con il venir meno delle precedenti tensioni nei territori di confine dell'Appennino centro-meridionale. I lunghi anni spesi al servizio degli Staufer, le terre ricevute nel Lazio ed il forte legame personale instaurato con la Casa di Svevia giustificherebbero dunque la sua vicinanza alle posizioni del Königsberg nella disputa con la Chiesa imolese tra 1185 e 1186. Si tratta indubbiamente di un'ipotesi suggestiva e non certo priva di fondamento.»
(Riccardo Pallotti, Pubblici poteri e signorie di castello nella Romagna nord-occidentale (Secoli XI - XIII) - Cap. 7.3 - I conti di Cunio. (Pag.206-221))

Stemma del Sacro Romano Impero con il blasone degli Hohenstaufen.

Il Pallotti aggiunge poi una sua personale ipotesi:
Come si spiega allora la presenza di conti di Cunio in Sabina già nel 1157? Verrebbe spontaneo rispondere che il conte Lamberto, probabilmente fratello dei conti Roberto e Archiepiscopus protagonisti del giuramento faentino del 1128, si fosse stabilito nel Lazio prima del 1157, forse nel corso della prima spedizione romana del Barbarossa, nel 1155, se non addirittura in precedenza, magari nell'ambito di una delle due spedizioni di Lotario III di Supplimburgo. Del resto la lettera di Adriano IV non presenta certo questi conti vicini al Papato. In tal modo, si potrebbe identificare il fondatore di Roccaranieri con Ranieri figlio di Lamberto, già residente in Sabina, piuttosto che con un conte romagnolo disceso dal nord nel 1167. Più che ad un interscambio e a collegamenti diretti tra i Cunio di Romagna e quelli di Sabina verrebbe da pensare piuttosto al trasferimento permanente di alcuni membri del gruppo parentale e alla nascita di un autonomo ramo laziale della famiglia comitale di Cunio verso la metà del XII secolo. I documenti però non forniscono alcun aiuto in tal senso, per cui non è opportuno in tale sede spingersi oltre con le supposizioni.
Al di là delle esatte dinamiche di certi avvenimenti o della corretta identificazione di taluni personaggi, quello che comunque emerge anche da queste vicende laziali è il forte legame della famiglia dei Cunio con la Casa di Svevia.»
(Riccardo Pallotti, Pubblici poteri e signorie di castello nella Romagna nord-occidentale (Secoli XI - XIII) - Cap. 7.3 - I conti di Cunio, pp. 206-221))
La versione di Leggio-Banzola del 1990, al pari della variante proposta dal Pallotti nel 2014, tradurrebbe, quindi, il "resistit.... imperatori" al terzo verso nella lapide di Roccaranieri come resistit = rimase al suo posto per l'imperatore ovvero Ranieri combatté per l'imperatore Federico I Barbarossa, il che sarebbe assolutamente concorde con la cornice definita da Leggio, chiarendo il primo ed il terso verso della lapide: 
tralasciando, però, gli altri eventi citati nella lapide ai versi 2, 4, 5 e 6 ovvero gli eventi bellicosi di Antignano e Castra Iohannis e la disputa tra i due fratelli Ranieri e Giovanni.

##### Ipotesi Maglioni: fondazione sotto il regno di Federico II (1220-1250)

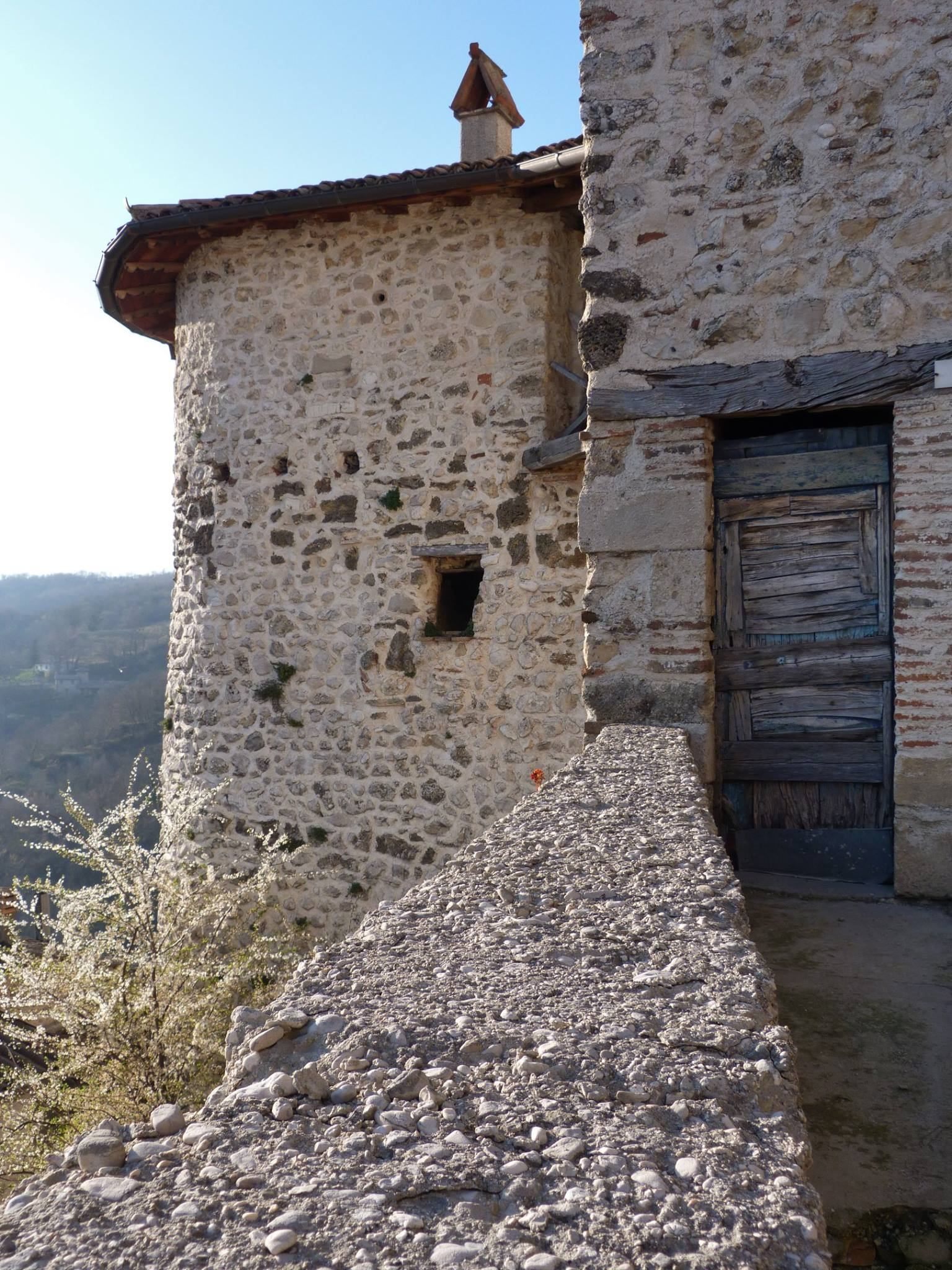
Torre di Leonardo vista da Via della chiesa vecchia.

Paolo Maglioni, integrando le informazioni provenienti dalla lapide con altre riguardo la vicina abbazia di San Salvatore Maggiore, posticipa gli eventi descritti sulla lapide al regno dell'imperatore Federico II (1220-1250), così come fatto dal Benucci nel 1896, tentando una spiegazione degli altri versi della lapide di Roccaranieri.

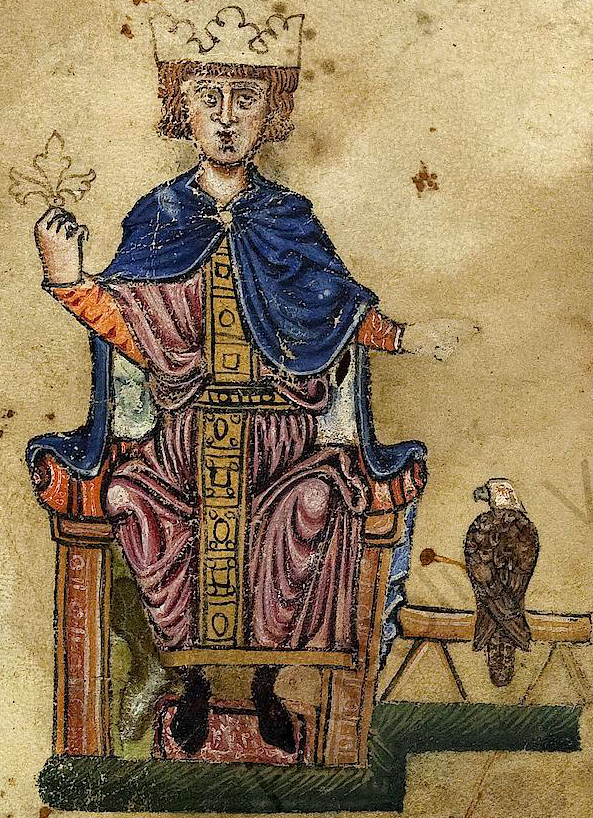
Federico II dal trattato De arte venandi cum avibus.

All'epoca di Federico II, infatti, il territorio reatino non era più sulla linea di confine tra il regno normanno a sud e le terre al centro della disputa tra papato ed impero al nord dal momento che Federico II aveva raccolto in eredità il regno di Sicilia ed era quindi padrone tanto delle terre a sud che del titolo imperiale che gli avrebbe permesso il controllo dei territori nel resto della penisola a nord. Il territorio reatino si trovò allora, nel XIII secolo, proprio al centro della rivendicazioni di Federico II, in una posizione di frontiera che ne permise la fioritura economica. Dopo la distruzione operata dai normanni nel 1149, la città di Rieti, ormai roccaforte guelfa, sotto la protezione papale, fu spesso eletta a sede papale: nell'arco di un secolo vi risiedettero i papi Innocenzo III (1198), Onorio III (nel 1219 e nel 1225), Gregorio IX (nel 1227, nel 1232 e nel 1234) poi Niccolò IV (tra il 1288 ed il 1289) e Papa Bonifacio VIII (nel 1298). Rieti godette, così, nel Duecento, di un ampio sviluppo urbanistico e la città fu al centro di episodi storici significativi come l’incontro tra San Francesco d'Assisi ed Onorio III (1219), l’atto di sottomissione di Federico II dopo la pace di San Germano (1232) e la canonizzazione di San Domenico decretata da Gregorio IX (1234). L'imperatore Federico II visitò Rieti in altre due occasioni: nel 1233 fu a Rieti per riprendersi dei territori sottratti dai reatini e nel 1241 quando, ai ferri corti con il papa Gregorio IX, chiamato dal cardinale Giovanni Colonna a Roma, entrò nei territori papali e assediò Rieti senza conquistarla. In questo contesto si configurerebbero gli eventi della lapide di Roccaranieri per il Benucci e per il Maglioni. 

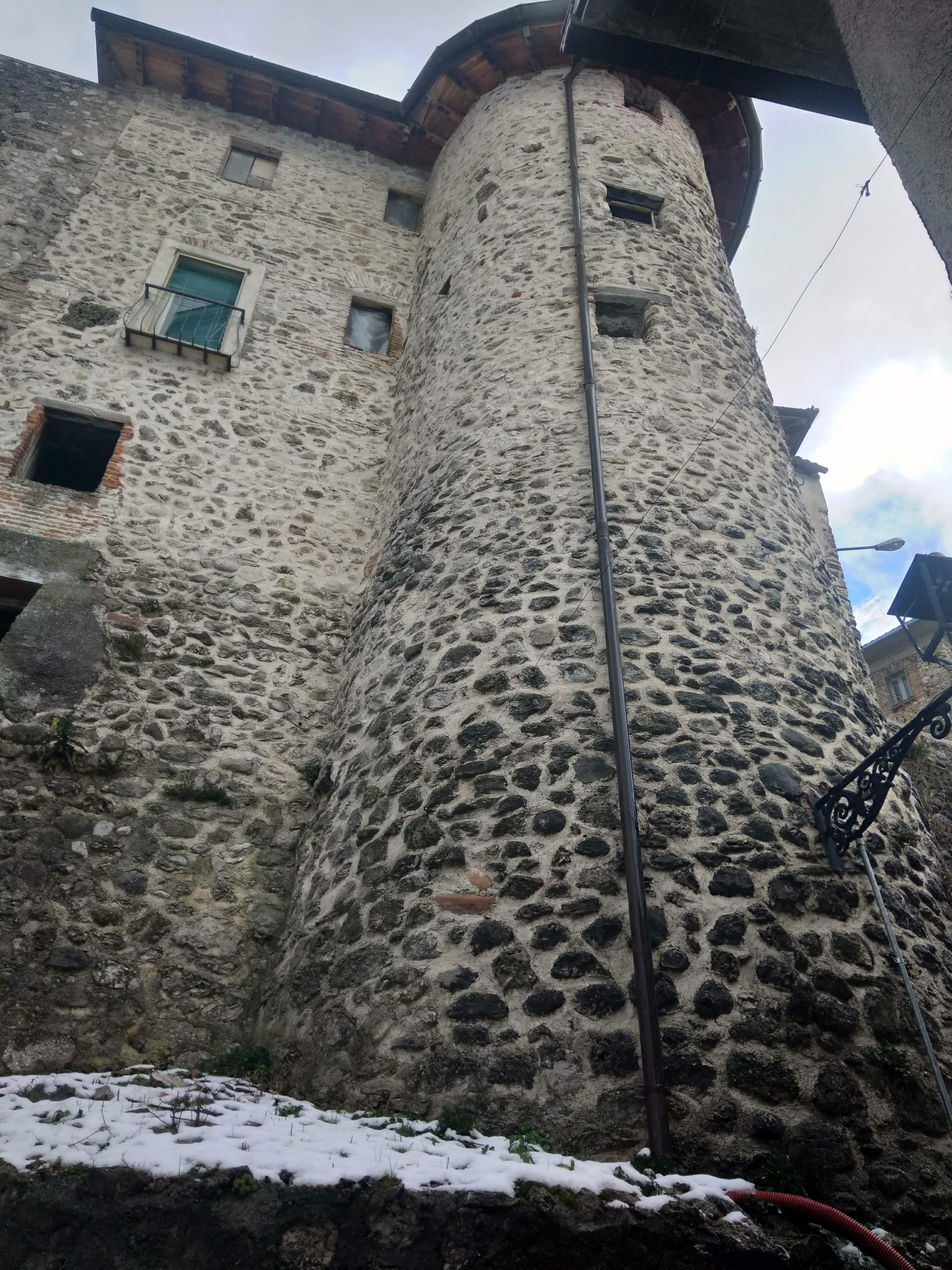
La torre di Leonardo, vista da via del Borgo.

Maglioni cita un documento del 1253 relativo al periodo in cui Federico II, in lotta con papa Gregorio IX, al tempo dei vescovi di Rieti Rinaldo di Labro (1215-1233) e del suo successore Giovanni di Ninfa (1236-1240), si impossessò dei territori dell'Abbazia di San Salvatore Maggiore, probabilmente all'epoca in cui l'esercito di Federico II, agli ordini di Andrea Cicala, aveva cinto d'assedio la città di Rieti, ovvero nel 1241. La manovra di potere avvenne «[...] con il beneplacito dell'allora abate di San Salvatore Maggiore Giacomo che per tale motivo venne deposto (ndr. dagli altri monaci dell'abbazia o dal papa o proprio dal conte Ranieri) [...] I nunzi di Federico si impadronirono di tutto, persino il nuovo abate, che forse voleva opporsi alle prepotenze imperiali, dovette fuggire ma i monaci rimasero e continuarono a ricevere gli affitti dalle mani dei fattori dell'imperatore che nel frattempo occupavano l'abbazia». Maglioni suppone, quindi, che i fratelli Ranieri e Giovanni, dei conti di Cunio, enfiteuti dell'abate di San Salvatore Maggiore (dal momento che le terre di Massa Pretorii erano state concesse, come visto, alla loro famiglia sin dai tempi del Barbarossa), si siano trovati al centro della contesa tra impero e papato e abbiano scelto campi differenti: l'uno (Giovanni) appoggiò l'imperatore, l'altro (Ranieri), deposto l'abate Giacomo, parteggiò per il papa. Vi fu, quindi, tra i due, una guerra e qui, seguendo i versi della lapide di Roccaranieri si può suppore che:
- Ranieri, in vista della guerra, avesse rifondato ovvero fortificato, a sue spese, una rocca esistente[36] e gli avesse dato perciò il suo nome.
- Ranieri avesse distrutto Antignano e Castra Iohannis, appartenente al fratello[92] e vinto la contesa tra i due fratelli prima di resistere, in armi, all'imperatore Federico II.
- I due fratelli Ranieri e Giovanni, dopo il passaggio, o la morte dell'imperatore Federico II (1251), si fossero riconciliati.

La versione di Maglioni tradurrebbe, quindi, il "resistit.... imperatori" al terzo verso nella lapide di Roccaranieri come resistit = resistette (combattendo) all'imperatore ovvero Ranieri si schierò contro l'imperatore Federico II.
Non esistono documenti al riguardo e quindi nessuna delle ipotesi sopra proposte è risolutiva per la precisa datazione della fondazione di Roccaranieri e per la caratterizzazione degli eventi descritti dalla lapide.

#### Dai conti di Cunio all'abbazia di San Salvatore Maggiore (sec. XIV)
Al di fuori della Lapide di Roccaranieri, nelle fonti documentali, esistono solo associazioni sporadiche, nei secoli successivi, dei conti di Cunio a Roccaranieri. 

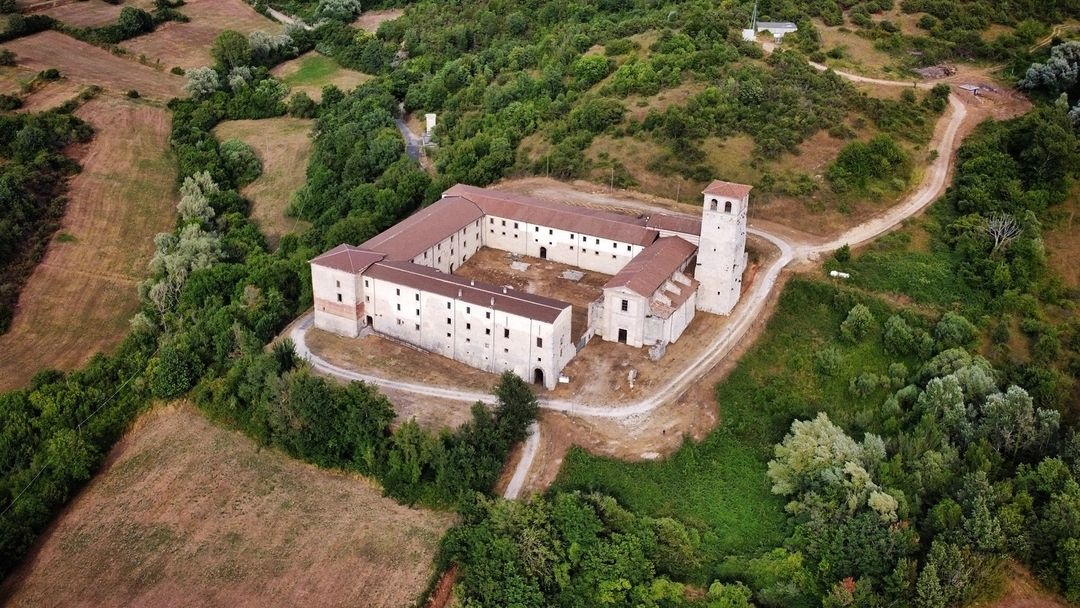
L'abbazia di San Salvatore Maggiore dall'alto.

Si può supporre che i conti di Cunio fin dall’inizio della loro presenza nel Lazio, forse su suggerimento dell’imperatore, di cui erano fedeli sostenitori e rappresentanti, avviarono una politica di imparentamento con le più importanti famiglie nobili romane: i Sant’Eustachio, gli Iaquinti, gli Orsini, i Frangipane e, a Rieti, i Mareri. È probabile che il loro prestigio sociale si accrebbe per il ruolo svolto da personaggi accorti e capaci, nel campo religioso, come il fratello Ignazio, visitatore generale dei Gerosolimitani, cavalieri di San Giovanni e nel campo militare, come il celebre Alberico da Barbiano, appartenente ad un ramo della famiglia dei conti di Cunio, i da Barbiano, capitano di ventura che imperversò con la sua Compagnia di San Giorgio su tutta la penisola al servizio di tutti i più potenti principi italiani nel XIV secolo. Tuttavia con il tempo i loro obiettivi e i loro interessi presero direzioni diverse e così abbandonarono le proprietà reatine per dirigersi altrove.
Roccaranieri tornò così, presumibilmente già intorno al XIV secolo, sotto il controllo diretto dell'abbazia di San Salvatore Maggiore e rimase da allora nella signoria di San Salvatore Maggiore citato tra i possedimenti dell'abbazia come Castrum Arcis Rainerii.

## Età moderna

### Sotto il governo dell'abbazia di San Salvatore Maggiore
Come gli altri castelli dell'abbazia, Roccaranieri fu, fino al XV secolo, direttamente soggetta all'autorità dell'abate e del capitolo abbaziale. Erano gli abati ed il capitolo di San Salvatore Maggiore che governavano, secondo i principi stabiliti negli statuti abbaziali, tutti gli aspetti della vita degli abitanti dei territori dell'abbazia.

#### Il territorio e l'economia

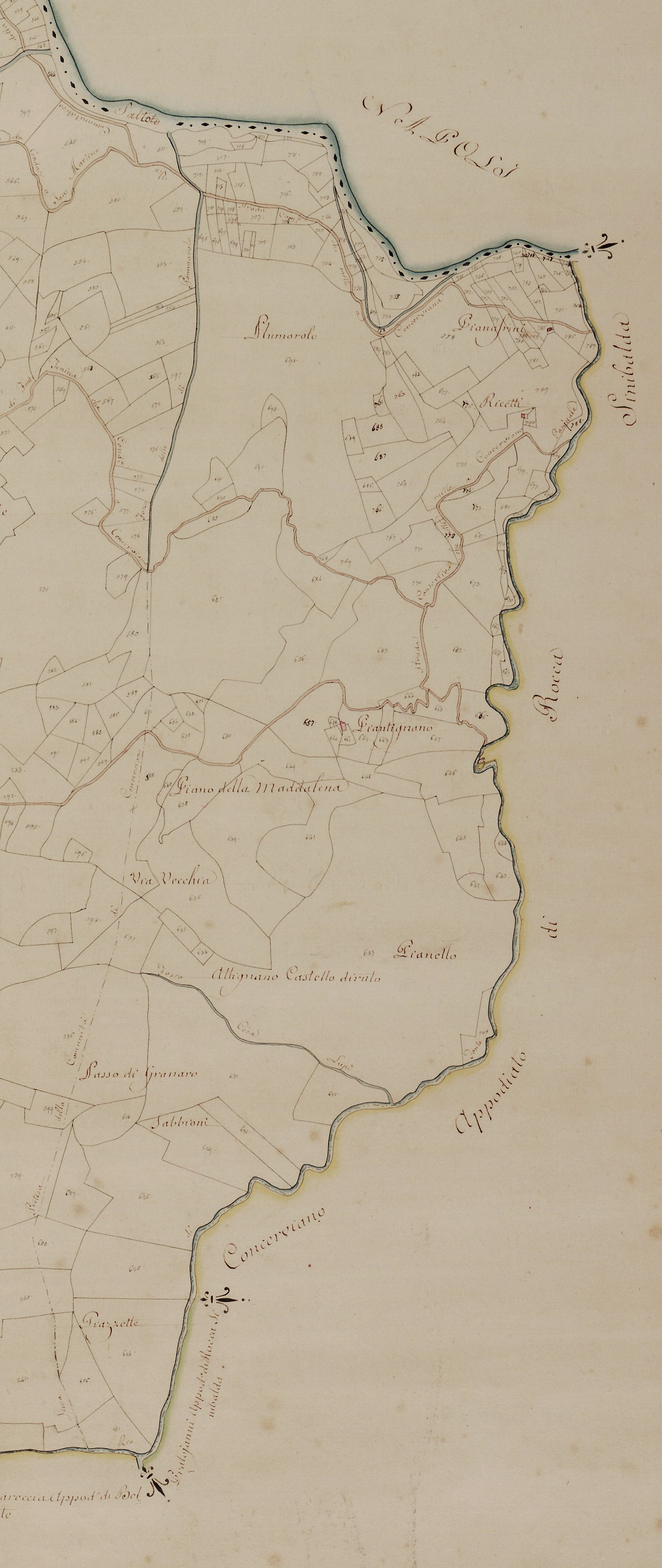
I territori del diruto castello di Antignano contesi tra Roccaranieri e Concerviano, particolare del Catasto gregoriano (1834).

L'economia del territorio dei paesi dell'abbazia, era basata principalmente sull'agricoltura e sulla pastorizia. L'estensione territoriale di ogni paese dell'abbazia era un assetto fondamentale per la vita dei suoi abitanti.

##### La disputa ultracentenaria Roccaranieri-Concerviano sui terreni del castello di Antignano
Come visto precedentemente per ricostruire le vicende circa la fondazione di Roccaranieri, nel 1486 il notaio Giovanni Cesidio da Gavignano fu al seguito del commissario pontificio Lorenzo de' Cerroni che il 27 luglio 1486 emanò una sentenza sulla lite sorta tra il comune di Roccaranieri e quello di Concerviano intorno alla proprietà dei territori di Antignano, paese ormai diruto tra Concerviano e Roccaranieri, i cui territori erano già stati, all'epoca, incorporati da Roccaranieri.
Gli abitanti di Roccaranieri volevano avere assoluta giurisdizione fino al Rio di Fonte Pasquale - torrente   che scorre nella valle al di sotto di Concerviano ed immette nel Salto sul versante verso Roccaranieri  - mentre quelli di Concerviano reclamavano il diritto di pascolo oltre a questo confine in direzione di Roccaranieri, verso il Rio di Monte Piombarolo - torrente che immette nel Salto a nord del Rio di Fonte Pasquale . La sentenza del giudice, nel 1486, fu favorevole a Roccaranieri che continuò ad usufruire dei territori di Antignano.

Nel 1743 gli abitanti di Roccaranieri furono costretti, di nuovo, ad intentare causa contro Concerviano sempre per i diritti di pascipascolo nel territorio del castello diruto di Antignano. Il consiglio di Roccaranieri si riunì nel 1794 a Roccaranieri nell'aula consiliare e fu indirizzato dal conte di Cunio, intervenuto di persona, ad una copia dell'antica sentenza del 1486 pronunciata del giudice Lorenzo de' Cerroni che si trovava nell'archivio di Bocchignano. La causa terminò nel 1797, dopo più di cinquanta anni e la sentenza, ricalcando quella del 1486, confermò i diritti di Roccaranieri sui territori di Antignano.

Nel frattempo, parte dei terreni di Antignano, di proprietà dell'Abbazia di San Salvatore Maggiore, erano stati venduti alla nobile famiglia dei Severi di Rieti che provvide a limitare i diritti di pascipascolo e di legnatico agli abitanti di Roccaranieri trasferendo parte di quei terreni al catasto di Concerviano che così provvedeva a collezionarne le tasse. Gli abitanti di Roccaranieri ne ricevevano un duplice danno: non incassando le tasse dei terreni per cui erano ancora vessati dal governo centrale e vedendosi ridotto, di fatto, il proprio territorio, non potendo più usufruire del pascolo in quei terreni. I Severi, in seguito alle proteste degli abitanti di Roccaranieri, ritrascrissero così nel 1809 i terreni di loro proprietà, una volta nel territorio di Antignano, nel catasto di Roccaranieri. Tuttavia, nel catasto gregoriano del 1834, nel foglio relativo al territorio di Roccaranieri, si trova ancora, lungo lo spartiacque segnato dal Rio Piombarolo, un confine tratteggiato in cui compare la dicitura "Linea [della] Pretesa della Comunità di Concerviano" segno che, ancora nel 1834, la comunità di Concerviano non era rassegnata a perdere la titolarità di quei territori. Oggi i territori di Antignano, oggetto della contesa durata quasi quattro secoli, dal Rio Piombarolo verso il Rio di Fonte Pasquale, nonostante le due cause del 1486 e del 1797, favorevoli alla comunità di Roccaranieri, fanno parte del territorio del Comune di Concerviano.

### Sotto il governo degli abati commendatari (1434-1589)

Stemma degli Orsini.

A partire dal XV secolo e per i due secoli a seguire, l'abbazia di San Salvatore Maggiore e gli abitati sul suo territorio divennero, di fatto, proprietà degli abati commendatari nominati direttamente dal pontefice: nelle loro mani passò il potere spirituale che essi esercitavano con il titolo di abate di San Salvatore Maggiore così come il potere temporale, una volta amministrato nei territori dell'abbazia dal capitolo abbaziale. Fino al XVI secolo si succedettero nel controllo dell'abbazia e del suo territorio nomi influenti delle famiglie protagoniste nel teatro della Curia Romana quali i Della Rovere, gli Orsini e i Farnese. 
Il Cinquecento deve essere stato un periodo particolarmente florido per il paese: ne è testimonianza il restauro, nel 1519, della chiesa di San Giovanni e la coeva commissione, nella stessa chiesa, del ciclo di affreschi absidali. Inoltre è del 1543 una tolleranza quinquennale del camerlengo papale per poter fenerare, ovvero prestare denaro - in loco - a Moyse di Elia da Roccaranieri.

### Formalmente sotto il governo della Camera Apostolica (1589-1809)
A partire dal XVII secolo subentrò alla commenda abbaziale la famiglia Barberini che fu responsabile della soppressione dell'abbazia nel 1629. Il patrimonio territoriale dell'abbazia rimase tuttavia intatto e l'amministrazione passò sotto il diretto controllo della Sacra Congregazione del Buon Governo. Il territorio dell'abbazia divenne un governatorato e Longone divenne la sede del governatore che si occupava per conto del governo centrale, dell'amministrazione civile.

## Ottocento

### Governo napoleonico (1809-1814)
Dopo la nuova entrata dei francesi a Roma nel febbraio del 1809 e l'annessione di Lazio e Umbria all'Impero francese nel maggio del 1809, sotto il governo napoleonico, le terre dell'abbazia, come il resto dell'Alta Sabina, furono incluse nell'Arrondissment di Rieti parte del Dipartimento di Roma. 

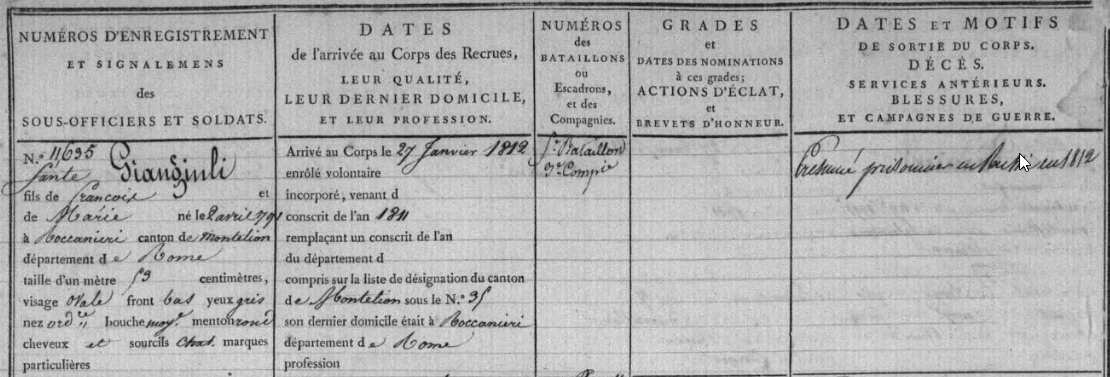
Scheda del Fante Giangiuli di Roccaranieri dal Registro del 25e régiment d'infanterie de ligne (17 juin 1811-14 mars 1812) - Ministère des Armées.

Nel 1809 Roccaranieri faceva parte del Cantone di Monteleone nel Circondario di Rieti, parte del Dipartimento del Tevere. 
Dopo l'annessione all'Impero francese, anche gli abitanti di Roccaranieri abili alle armi, vennero arruolati nella Grande Armée partecipando alle campagne napoleoniche: è la storia del fante Sante Giangiuli di Roccaranieri coscritto a 20 anni nel 25e régiment d'infanterie de ligne che partecipò, senza più fare ritorno, alla campagna di Russia di Napoleone del 1812. 
Per ciò che concerneva la giustizia, nel 1812, la Comune di Roccaranieri apparteneva alla Percezione di Longone nella Prefettura di Rieti.

### Governo della Camera Apostolica (1814-1861)

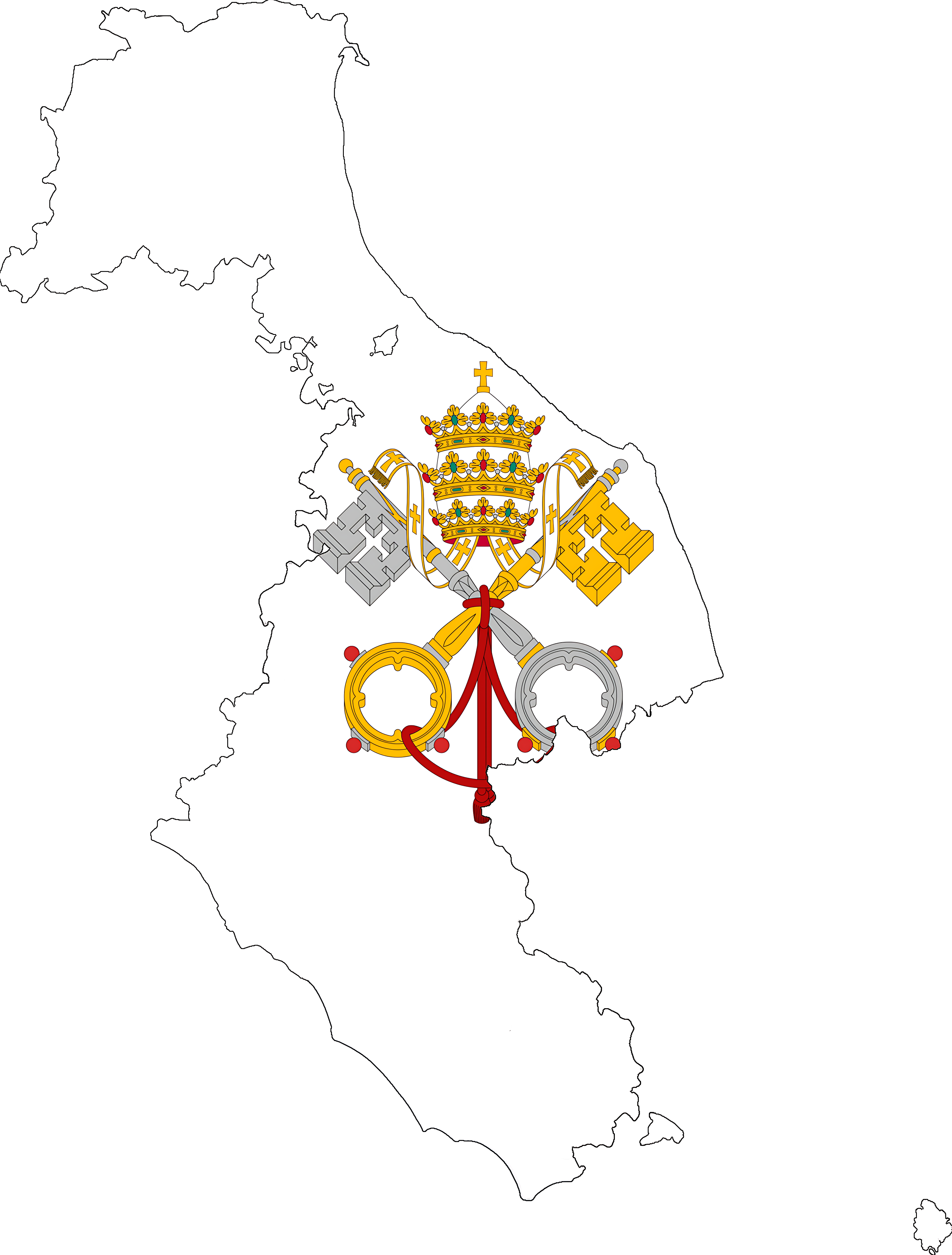
Stato Pontificio (1833).

Al termine del periodo napoleonico, già nel 1814 le terre abbaziali tornarono sotto il governo della Camera Apostolica. Nel 1816 il governo dei domini papali fu tuttavia riorganizzato e i territori dell'abbazia confluirono nell'allora creata Delegazione Apostolica di Rieti. Nel 1817 Roccaranieri divenne appodiato ovvero frazione di Belmonte. Dal 1853 Roccaranieri divenne, poi, appodiato di Longone insieme ai paesi di Porcigliano e San Silvestro.

#### Il confine dello Stato Pontificio nei pressi di Roccaranieri nel 1837
Il paese rimase fino all'annessione della Legazione dell'Umbria al Regno d'Italia, nel 1860, sotto lo Stato Pontificio nella delegazione di Rieti. Il suo territorio segnava il limite, ad est, per un tratto, del confine con il Regno di Napoli. Il confine tra lo Stato pontificio e il Regno di Napoli nel 1837, prima degli accordi del 1840 che segnarono lo spostamento del confine, in quel tratto di frontiera, lungo il corso del fiume Salto e l'apposizione dei cippi di confine nel resto della frontiera, correva, nel territorio tra Grotti e Roccaranieri: dalla mola di Cenciara, alla Selva di San Nicola, alla Cesa di Salvati, ai Casali delle Cerase, a Peschiorescino (località ad est di Roccaranieri, sotto l'abitato), alla Roccia di Francia (dall'altra parte del fiume Salto). È probabile, quindi che il confine coincidesse, fino al 1840, nel territorio di Roccaranieri, dalla località Lu Cerèciu, alla località Peschiorescino, proprio con il sentiero di accesso a Roccaranieri dalla Valle del Salto.

#### Epidemie di colera (1837-1855)
Rilevanti, durante il XIX secolo, furono le ripetute epidemie di colera che colpirono più volte l'Europa a cui non sfuggirono nemmeno i centri più isolati.
La seconda pandemia di colera giunse nei territori dello Stato Pontificio nel 1837 e fu causa di una vera e propria epidemia passata alla storia come l'epidemia di colera del 1837. Nei paesi al confine tra Regno di Napoli e lo Stato Pontificio vennero istituite numerose barriere sanitarie. Nei territori dell'abbazia si istituirono, dal 1 gennaio al 31 dicembre 1837, due barriere sanitarie: la Barriera Sanitaria di Longone, Porcigliano, Roccaranieri e San Silvestro e la Barriera Sanitaria di Concerviano, Cenciara, Magnalardo, Pratoianni e Vaccareccia.
La terza pandemia di colera coincise poi, nei territori dello Stato Pontificio, con l'epidemia di colera del 1854-1855. Tra il 31 luglio ed il 18 settembre del 1855 a Roccaranieri il morbo fu particolarmente violento: dei 459 abitanti del paese 67 furono colpiti e di questi 35 morirono facendo registrare, in poco più di un mese e mezzo, la mortalità più alta di tutta la delegazione di Rieti (nel paese di Roccaranieri la mortalità fu del 76‰ contro un 10‰ del Comune di Rieti e un 20‰ dell'intero Stato Pontificio).

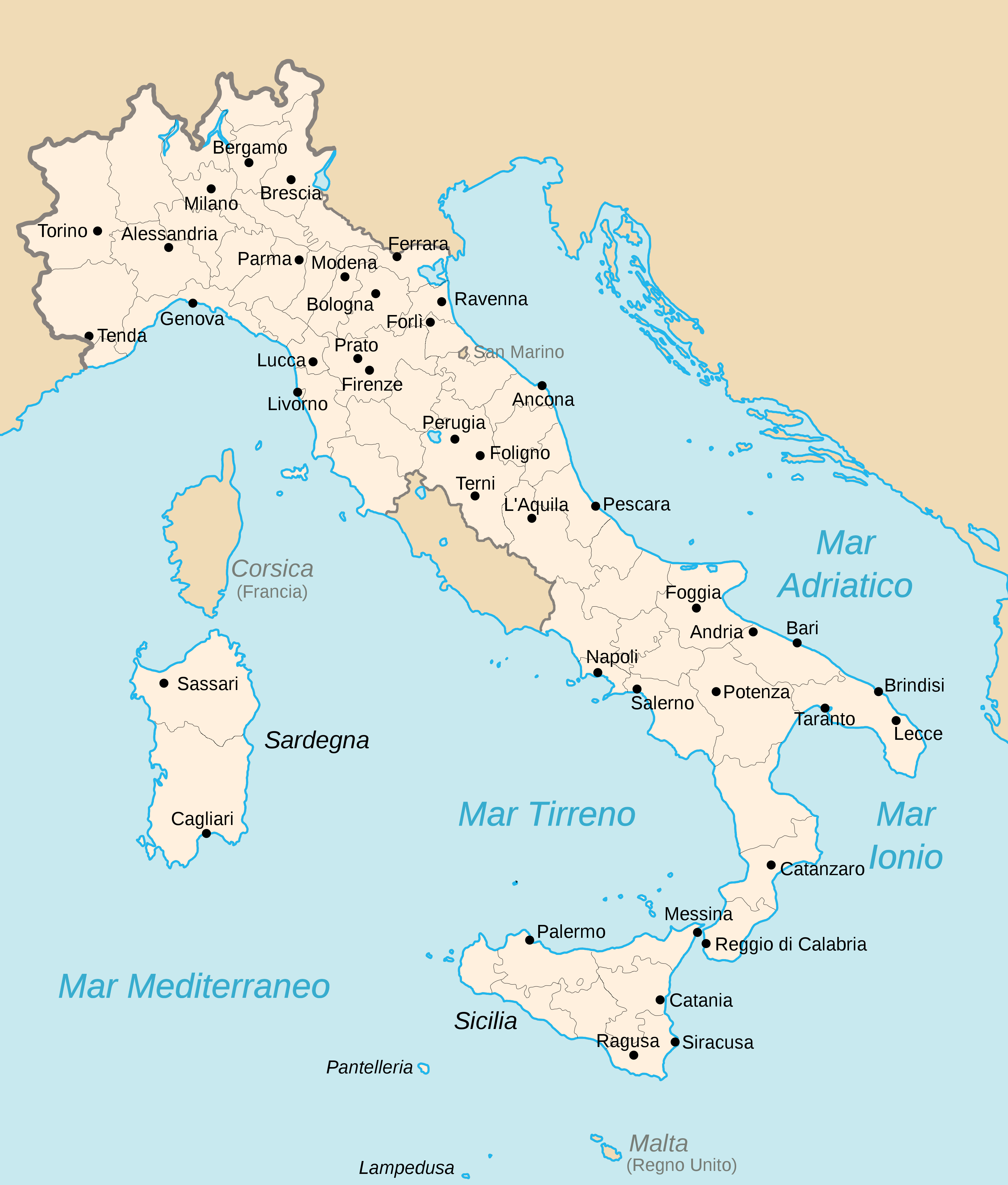
Regno d'Italia (1861).

#### Unità d'Italia: Provincia dell'Umbria - Circondario di Rieti (1861-1927)
Dopo l'Unità d'Italia, con l'annessione delle legazioni di Umbria e Marche al Regno d'Italia, il governatorato di Longone si trasformò nel Comune di Longone e Roccaranieri divenne una delle sue tre frazioni entrando nella Provincia dell'Umbria sotto il Circondario di Rieti.
I beni della Chiesa, ovvero a Roccaranieri i beni appartenenti al beneficio della Parrocchia di San Pietro, vennero requisiti dallo Stato che ne passò l'amministrazione al Subeconomato dei Benefici Vacanti di Rieti sotto l'amministrazione diretta di Perugia capoluogo dell'Umbria.

#### Il delitto di San Giovanni del 1884
Durante la festa di San Giovanni del 24 giugno 1884, il paese di Roccaranieri fu teatro di un delitto, un omicidio per accoltellamento. Vincenzo Tolomei di Cenciara venne accoltellato al cuore ed in seguito gettato dai 42 metri dalla rupe dei Casarini da due giovani contadini di Roccaranieri, Francesco Panetti e Luigi Giuliani, in seguito ad una lite per futili motivi (causata, pare, da una partita alla morra). Il Panetti che si ritenne l'autore materiale del delitto, avvenuto alle 21:30, ed il Giuliani, suo complice, vennero assicurati alla giustizia la notte stessa del delitto, dai carabinieri di Rocca Sinibalda, in luogo per lo svolgimento della festa.

## Novecento

### Il fenomeno dell'emigrazione

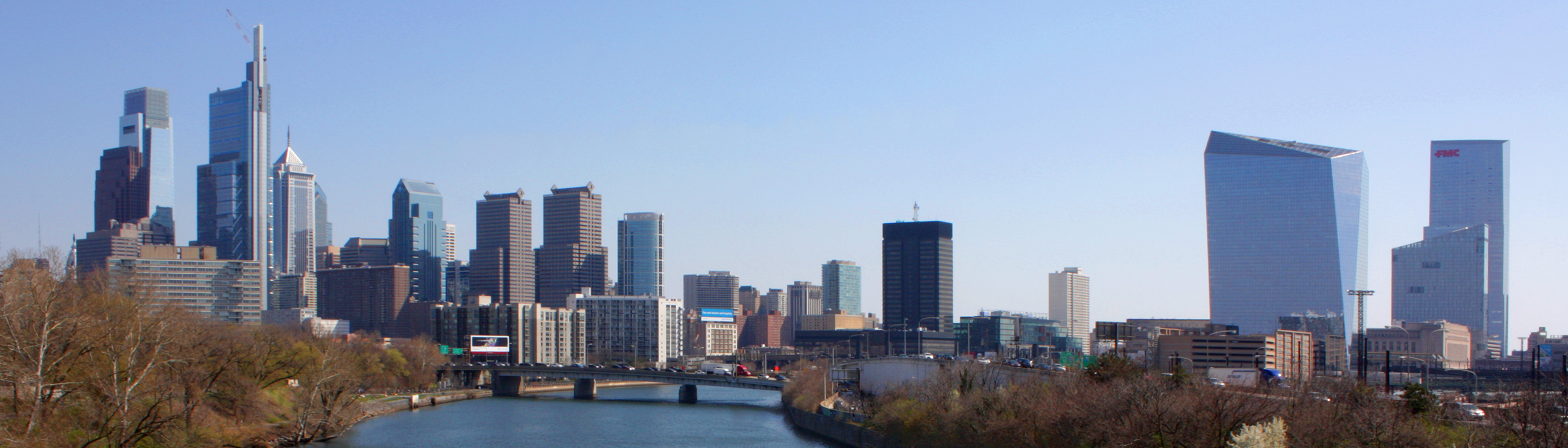
Filadelfia destinazione finale di molti degli emigrati provenienti da Roccaranieri.

Come altri paesi del centro Italia, specie degli Abruzzi, anche Roccaranieri, fu interessata, durante la fine dell'Ottocento e l'inizio del Novecento, dal fenomeno dell'emigrazione verso il continente americano, specialmente verso gli Stati Uniti, nel Nord America e il Brasile nel Sudamerica. Dai registri di sbarco ad Ellis Island risulta come molti abitanti di Roccaranieri riferissero come primo domicilio la città di Filadelfia, dove sorse, molto probabilmente, agli inizi del secolo, una piccola comunità di emigrati provenienti dallo stesso paese.

### Terremoto di Avezzano (1915)
Il 13 gennaio 1915 tutto il territorio del Centro Italia venne funestato dal terremoto della Marsica. Trovandosi a 68,4 km dall'epicentro di Avezzano, anche Roccaranieri subì danni del VII grado della scala Mercalli: la scossa, preceduta da un rombo, di tipo ondulatorio, propagandosi da est ad ovest, venne avvertita per 15 secondi causando il crollo di una casa e rendendo inabitabili altre 50 abitazioni delle circa 150 allora nel territorio di Roccaranieri. Il paese riportò i danni più cospicui tra quelli di tutte le frazioni del Comune di Longone Sabino. Ancora nel 1924, nel territorio di Roccaranieri, lo stato italiano elargiva contributi diretti alla ricostruzione e al restauro degli stabili colpiti dal terremoto del 1915.

### Prima Guerra Mondiale (1915-1918)
Anche Roccaranieri pagò il suo tributo in vite umane durante la prima guerra mondiale. I soldati caduti sono ricordati sul Monumento ai Caduti nella Piazza del Popolo.

### Provincia di Rieti (1927-presente)
Alla creazione della Provincia di Rieti, sotto il governo fascista, il comune di Longone, e con esso le sue frazioni, passò dalla provincia dell'Umbria a quella di Rieti. Anche a Longone e nelle sue frazioni al sindaco fu, così, sostituito un podestà di nomina regia, uomo di fiducia del PNF, assistito da consultori municipali, nominati dal prefetto.

#### Patti Lateranensi (1929) e loro effetti
Con la sigla dei Patti Lateranesi, nel 1929, i beni del beneficio della Parrocchia di San Pietro di Roccaranieri, tornarono sotto l'amministrazione della Diocesi Reatina e quindi della Parrocchia stessa inoltre non era più necessario l'exequatur del Ministero di Grazia e Giustizia e dei Culti alle bolle pontificie per la nomina dei sacerdoti. Nel 1932 le "Confraternite riunite di Roccaranieri" tornarono sotto il controllo dell'autorità ecclesiastica e nel 1934, sotto la guida del Vescovo di Rieti Massimo Rinaldi, venne completata la costruzione della nuova chiesa di San Pietro fuori le mura.

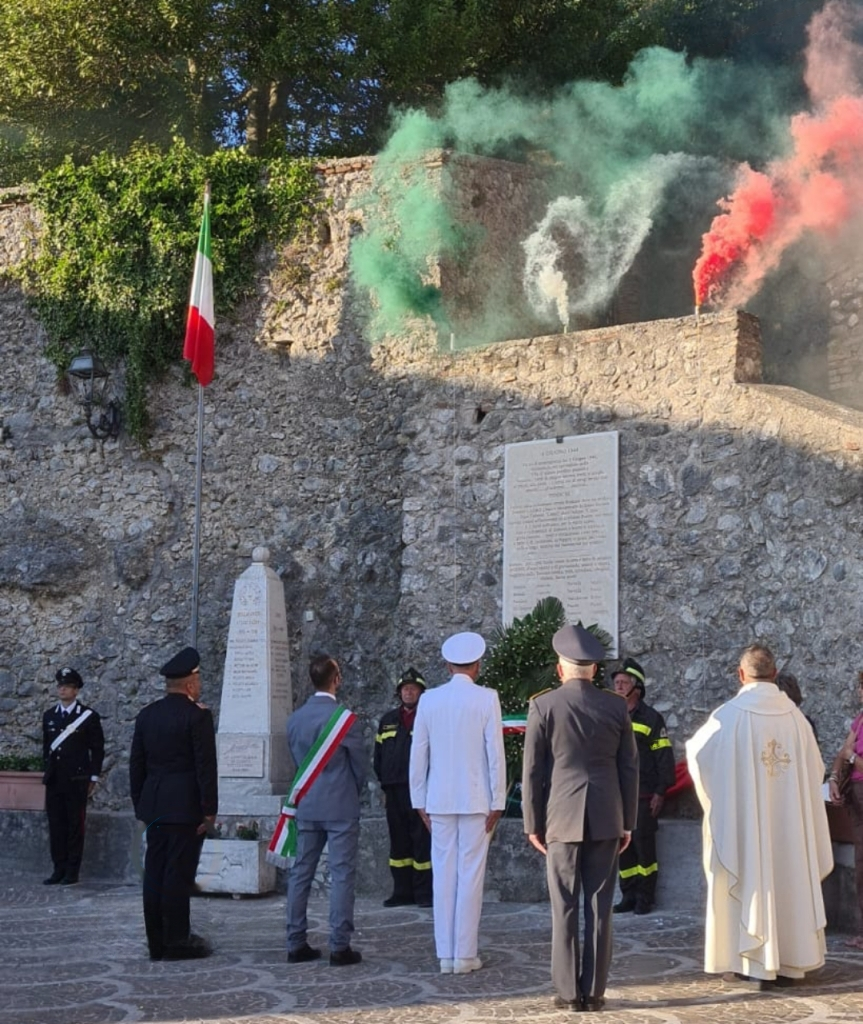
Cerimonia in ricordo dell'eccidio di Roccaranieri (2022).

### Seconda Guerra Mondiale (1940-1945)
I nomi dei soldati di Roccaranieri, deceduti durante la seconda guerra mondiale, sono ricordati, insieme a quelli del primo conflitto, sul Monumento ai Caduti nella Piazza del Popolo.

#### Eccidio di Roccaranieri (6 giugno 1944)
Il 6 giugno 1944 (lo stesso giorno dello sbarco in Normandia e del bombardamento del borgo di Rieti da parte della RAF) 13 civili vennero uccisi da un reparto tedesco in rappresaglia per l'uccisione di un soldato tedesco.

### Dopoguerra
Molti degli abitanti di Roccaranieri, attratti da nuove prospettive economiche, si trasferirono nei centri urbani del Lazio. Roma raccolse la maggior parte di quanti cercavano nelle città nuove possibilità. 

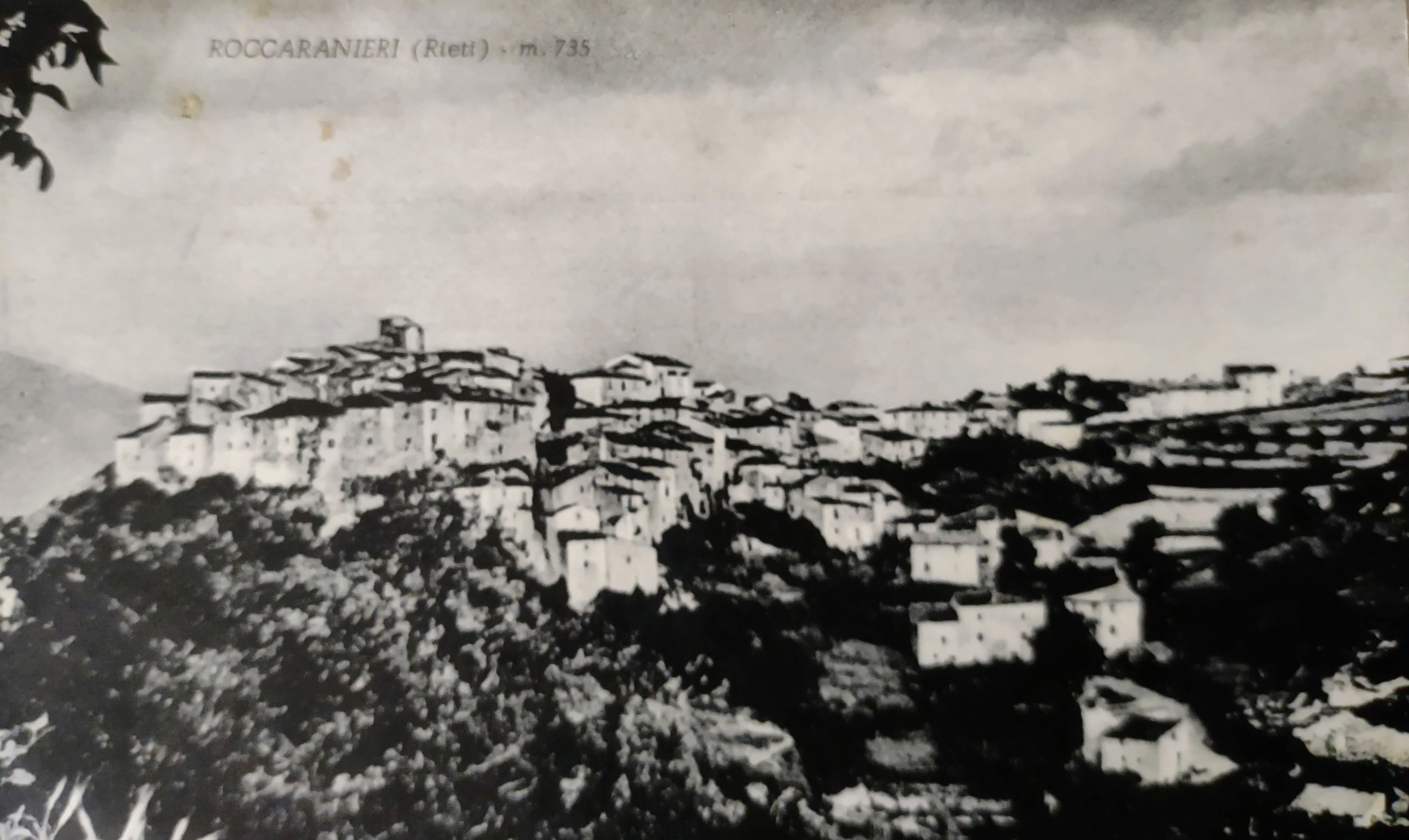
Una cartolina in bianco e nero di Roccaranieri negli anni '50.

Dapprima erano i capi famiglia a trasferirsi, provvedendo da lontano, con il loro lavoro in città, al sostentamento della famiglia. Per lungo tempo l'impiego principale degli abitanti di Roccaranieri trasferitisi a Roma fu quello di fuochisti ovvero di operai specializzati nell'accensione delle caldaie prima a carbone e poi a gasolio degli innumerevoli stabili della capitale.
Grazie ai proventi del lavoro nella capitale, molte famiglie poterono trovare le risorse per ammodernare le vecchie case dentro il paese o costruire delle nuove case fuori dalle mura. Il risultato fu l'ampliamento del paese lungo le vie di accesso verso Rieti e verso Longone Sabino (via dell'Immagine) e il definitivo trasferimento di interi gruppi familiari nella capitale.
I viaggi verso Roma e il vicino capoluogo di Rieti si fecero per gli abitanti del comune di Longone Sabino più frequenti a partire dagli anni '50 tanto da rendere necessaria la costruzione di una strada che collegasse più velocemente Roccaranieri alla valle del Salto e quindi alla città di Rieti. Si cominciò, così, all'inizio degli anni sessanta, la costruzione dei 4,2 km della SP30a che dall'abitato di Roccaranieri si innesta sulla SS 578 Salto-Cicolana che venne definitivamente transitabile, solo negli anni ottanta del secolo scorso.
Con l'avvento di nuove vie di comunicazione e dei trasporti privati, a causa dell'industrializzazione e della generale modernizzazione del paese, iniziò anche per Roccaranieri, come per tutti i paesi d'area montana dell'alta Sabina, un lento ma costante declino demografico a vantaggio del vicino capoluogo e della capitale.
Il fenomeno dell'abbandono delle campagne si è accompagnato, negli ultimi decenni, da una parte ad una radicale rinaturalizzazione del territorio, con l'avanzare dei boschi a scapito delle colture nonostante la meccanizzazione dell'agricoltura e dall'altra ad uno spostamento della popolazione al di fuori del centro storico e alla conseguente espansione dell'abitato, con un accentuato incremento del patrimonio immobiliare, lungo le vie di accesso al paese.

### Anni Novanta
Significativo negli anni novanta fu l'intervento del comune di Longone Sabino nel ripristino di un intero isolato di abitazioni ormai dirute nel centro storico del paese. Le abitazioni restaurate vennero messe nella disponibilità di un programma di edilizia popolare.

### Fonti principali
- Paolo Maglioni, Storie Inedite di Castelli Antichi: Roccaranieri, Longone Sabino, Fassinoro, San Silvestro, Rieti, Arti Grafiche Nobili Sud, 1994.

#### Sulla chiesa di San Giovanni Battista di Roccaranieri
- (LA) Gregorio da Catino, Regesto Farfense, Codice Vat.Lat.8487, Biblioteca Vaticana, Roma, 1125.
- Cesare Verani, Gli affreschi della Chiesa di S. Giovanni Battista a Rocca Ranieri, in La Sabina, Gennaio - Aprile 1959,  p. 5.
- Giovanni Rampazzi, San Giovanni Battista di Roccaranieri, Anno 982. Enfiteusi o Precarìe, in Fidelis Amatrix, n. 16, Roma, Associazione culturale Cola dell'Amatrice, Marzo-Aprile 2006.

#### Sulla fondazione di Roccaranieri e i conti di Cunio
- Domenico Benucci, Di alcuni atti del notaio Gio: Cesidio da Gavignano, in Bollettino della Società Umbra di Storia Patria, Vol. II, Perugia, Unione tipografica cooperativa, 1896,  p. 114.
- (LA) Paul Fridolin Kehr, Bocchignano, in Italia Pontificia, Vol. II, Berlino, Weidmannsche Verlagsbuchhandlung, 1906,  p. 70.
- Ildefonso Schuster, Un protocollo di notar Pietro di Gregorio nell'archivio di Farfa, in Archivio della Reale Società Romana di Storia Patria, vol. 35, Roma, Archivio Romano di Storia Patria, 1912,  pp. 540-582.
- Mauro Banzola, I conti di Cunio fra Romagna e Sabina: un approccio prosopografico. (PDF), in Studi Romagnoli, Anno XLI, Cesena, Stilgraf, 1990,  p. 329.
- Tersilio Leggio, I conti di Cunio e la Sabina. Un problema tra storiografia e storia (PDF), in Studi Romagnoli, Anno XLI, Cesena, Stilgraf, 1990,  p. 349.
- Riccardo Pallotti, Un diploma di Federico II per i conti di Bagnacavallo. Armi, politica e poteri signorili tra Romagna e Patrimonium, in Studi Romagnoli, LXV, Cesana, Stilgraf, 2014.

#### Su Roccaranieri castello dell'abbazia di San Salvatore Maggiore
- (LA) Antonius Hercules, Oppida, Castra et Villae sub iurisdictione Abbatiae S.Salvator Maioris, in Synodus dioecesana insignium abbatiarum S. Mariae Farfensis et S. Salvatoris Maioris Ord. S. Benedicti, Roma, Tipografia Barberini, 1686,  p. 1069.
- (LA) Antonius Hercules, Giorni di Feste Particolari dei Castelli dell'Abbazia di S.Salvator Maggiore, in Synodus dioecesana insignium abbatiarum S. Mariae Farfensis et S. Salvatoris Maioris Ord. S. Benedicti, Roma, Tipografia Barberini, 1686,  p. 481.
- Ildefonso Schuster, Il monastero imperiale del Salvatore sul monte Letenano, in Archivio della Reale Società Romana di Storia Patria, vol. 37, Roma, Archivio Romano di Storia Patria, 1914,  pp. 393-452.
- Bernardino Tofani, Longone di S. Salvator Maggiore nel Gastaldato di Rieti e nella Massa Torana, Rieti, Comunità montana del Turano, 1988.
- Vincenzo Di Flavio, Gli statuta del XV secolo dell'abbazia di San Salvatore Maggiore (PDF), in Archivi di Storia Romana Patria, vol. 129, Roma, 2006,  pp. 125-162.

### Approfondimenti
- Battisti, Leggio e Osbat e Sarego, Itinerari Sabini: Storia e cultura di città e paesi della Provincia di Rieti, Rieti, Diffusioni Editoriali “Umbilicus Italiae”, 1995.
- Pietrantonio Pace, Gli Acquedotti di Roma, II Edizione, Roma, Art Studio S.Eligio, 1986.

#### Contesto storico
- (FR) Pierre Toubert, Les structures du Latium médieval. Le Latium meridional et la Sabine, du IX siècle à la fin du XII siècle, Rome, 1973.
- Andrea Staffa, L’incastellamento nella valle del Turano (secc. X-XII), in Une région frontalière au Moyen Âge. Les vallées du Turano et du Salto entre Sabine et Abruzzes, Publications de l'École française de Rome, vol. 263, Roma, École Française de Rome, 2000,  pp. 167-207.
- Maria-Teresa Caciorgna, Confini e giurisdizioni tra Stato della Chiesa e Regno, in Une région frontalière au Moyen Âge. Les vallées du Turano et du Salto entre Sabine et Abruzzes, Publications de l'École française de Rome, vol. 263, Roma, École Française de Rome, 2000,  pp. 167-207.
- (FR) Étienne Hubert, Chapitre 9. Le second « incastellamento » - I - La Costitution de la frontière terrestre du Royame de Sicile et ses répercussions locales - C - La Sabine et le Réatin entre papes et empereurs, in L'"incastellamento" en Italie Centrale. Pouvoirs, territoire et peuplement dans la vallée du Turano au Moyen Âge, collana Bibliothèque des Écoles françaises d’Athènes et de Rome Rome, Rome, Publications de l’École française de Rome, 2002, ISBN 9782728306282.
- Mauro de Meo, Tecniche costruttive Murarie Medioevali, la Sabina, Roma, L'Erma di Bretschneider, 2006.
- Tersilio Leggio, La Sabina e il Reatino. Un mosaico di signorie rurali (PDF), in La signoria rurale nel Lazio tardomedievale, Universitalia, 2022, ISBN 978-88-3293-582-0.

#### Sull'eccidio di Roccaranieri
- Antonio Cipolloni, Monelli di guerra. Storia di fatti accaduti e vissuti a Rieti fra il 1943 e il 1944, Rieti, Amministrazione Comunale di Rieti, 2003,  pp. 223-225.
- Antonio Cipolloni, La guerra in Sabina dall'8 settembre 1943 al 12 giugno 1944, Terni, Arti Grafiche Celori, 2011,  pp. 576-583, 800, 843.

### Storia della parrocchia di Roccaranieri
- Diocesi di Rieti (a cura di), Santi Pietro e Paolo Apostoli in Roccaranieri di Longone Sabino, su chiesadirieti.it, 29 gennaio 2019.

### Origini e Contesto Storico
- Storia della Diocesi di Rieti, su www.chiesadirieti.it, Diocesi di Rieti.

- Giuseppe Chisari, Il Castello di Guardiola, su sganawa.org, 9 luglio 2005.
- Ciclo di conferenze sul Paesaggio: Tersilio Leggio, Il paesaggio del Cicolano all'epoca di Dante, su simbas.it, Sistema territoriale Integrato Musei Biblioteche Archivi della Sabina e del Cicolano, 26 Marzo 2022.
«Il Cicolano ha avuto rapporti molto significativi tra XII e XIV secolo con la Romagna, ma anche la Romagna ha avuto contatti molto stretti con il Cicolano, che hanno avuto un’eco nella Divina Commedia. Un cicolano che conobbe bene la Romagna è senz’altro Tommaso I Mareri, podestà di Ravenna e vicario imperiale nella regione tra gli anni 1239 e 1248. I personaggi romagnoli, che sono stati presenti nel Cicolano e in Sabina, sono i conti di Cunio, originari di un piccolo castello nei pressi di Faenza, giunti in zona al seguito di Federico Barbarossa intorno alla metà dell’XII secolo e fondatori del castello di Rocca Ranieri. Di loro parla Dante nel Purgatorio, fornendo lo spunto per uno sguardo d’assieme al paesaggio fortificato del Cicolano, subito dopo la conquista angioina.»
- Museo Archeologico del Cicolano, Il paesaggio del Cicolano all'epoca di Dante - I conti di Cunio e Roccaranieri, Intervento di Tersilio Leggio alla conferenza tenutasi sabato 26 marzo 2022 presso il Museo della Riserva Naturale delle Montagne della Duchessa a Corvaro di Borgorose (RI)., su YouTube, SIMBAS, 1º aprile 2022,  a 5 min 54 s.
«[...] da questo punto di vista si dimostra come anche la grande storia è passata per i piccoli centri come la grande storia ha interessato tutto il territorio basta che noi oggi siamo in grado di poterlo leggere.[...] spesso gli amministratori locali non conosco nemmeno dove vivono allora Alberico da Barbiano è un nome. Perché non rivendicare questi rapporti? Si rivendicano rapporti strani che non c'entra nulla o di nessun valore... ma questi veri! Che potrebbero anche innescare piccoli flussi di... allo stesso [modo] Roccaranieri: localmente la conoscono ma che fosse una fondazione dei conti di Cunio? [...]»

### Altri siti
- OldMapsOnline, su www.oldmapsonline.org.
«Un nuovo modo di scoprire la storia. Esplora il passato su una mappa interattiva con una cronologia. Cerca mappe scansionate ad alta risoluzione e scopri cosa è successo nel luogo scelto in passato.»